# London (Ontário)
London é uma cidade da província canadense de Ontário, ao longo do corredor Cidade de Quebeque–Windsor. A cidade tem uma população de 532.984 de acordo com o censo canadense de  2018. London está na confluência do rio não-navegável Thames, aproximadamente a meio caminho entre Toronto, Ontário e Detroit, Michigan, nos EUA. A cidade de London é um município politicamente separado do condado de Middlesex, embora permaneça o assento de condado.
London e o Thames foram nomeados em 1793 por John Graves Simcoe, que propôs o local para a capital do Alto Canadá. O primeiro estabelecimento europeu foi entre 1801 e 1804 por Peter Hagerman. A vila foi fundada em 1826 e incorporada em 1855. Desde então, London cresceu para ser o maior município do sudoeste de Ontário e o 11º maior município do Canadá, tendo anexado muitas das pequenas comunidades que o rodeavam.
London é um centro regional de cuidados de saúde e educação, sendo o lar da Universidade de Western Ontario, Fanshawe College, e vários hospitais. A cidade abriga uma série de exposições musicais e artísticas e festivais, que contribuem para a sua indústria do turismo, mas sua atividade económica é centrada na educação, pesquisa médica, seguro e tecnologia da informação. A universidade e os hospitais de London estão entre seus dez maiores empregadores. London encontra-se na junção da estrada 401 e de 402, conectando o para Toronto, Windsor e Sarnia. A cidade também tem um aeroporto internacional, rodoviária e pontos de ônibus.

## História

### Fundação
Antes do contato europeu no século 18, o local atual de London foi ocupada por diversos, Neutral e Odawa / Ojibwavillages. Pesquisas arqueológicas na região indicam que os aborígenes residiram na área há pelo menos 10.000 anos.
A posição atual de London foi selecionada como o local da futura capital do Alto Canadá em 1793 pelo Tenente-Governador John Graves Simcoe. Simcoe pretendia nomear o local de Georgina, em honra do rei George III, e rebatizando o rio. No entanto, a escolha de um local de capital no meio de extensas florestas de madeira dura foi rejeitada por Guy Carleton (Governador Dorchester). Em 1814, houve uma escaramuça durante a Guerra de 1812 no que é agora o sudoeste de London em Reservoir Hill, anteriormente Hungerford Hill.
A vila de London, nomeada após a capital inglesa de London, não foi fundada até 1826, e não como a capital Simcoe imaginou. Pelo contrário, era uma região administrativa para a área a oeste da capital real, York (agora Toronto). Localmente, fazia parte do Talbot Settlement, com o nome do Coronel Thomas Talbot, o principal colonizador da área, que supervisionou a agrimensura e construiu os primeiros edifícios governamentais para a administração da região peninsular do Ontário Ocidental. Juntamente com o resto do sudoeste do Ontário, a aldeia beneficiou das provisões de Talbot, não só para a construção e manutenção de estradas, mas também para a atribuição de prioridades de acesso às principais rotas para terras produtivas. Na época, as reservas da Coroa e do clero estavam recebendo preferência no resto do Ontário.
Em 1832, o novo assentamento sofreu um surto de cólera. London provou ser um centro de forte apoio conservador durante a Rebelião do Alto Canadá de 1837, não obstante uma breve rebelião liderada por Charles Duncombe. Conseqüentemente, o governo britânico localizou sua guarnição peninsular de Ontário lá em 1838, aumentando sua população com os soldados e seus dependentes, e as populações do apoio de negócio que necessitaram. London foi incorporada como uma cidade em 1840.
Em 13 de abril de 1845, o fogo destruiu grande parte de London, que na época era construída em grande parte de edifícios de madeira. Uma das primeiras vítimas foi o único motor de bombeiros da cidade. Este fogo queimou quase 30 hectares de terra destruindo 150 edifícios antes de queimar-se mais tarde no mesmo dia. Um quinto de London foi destruído e este foi o primeiro milhão de dólares do fogo da província.
Em 1 de janeiro de 1855, London foi incorporada como uma "cidade" (10.000 ou mais residentes). Na década de 1860, uma mola de enxofre foi descoberto nas bifurcações do rio Tamisa, enquanto os industriais estavam perfurando para o petróleo. As fontes tornaram-se um destino popular para Ontarians ricos, até a volta do 20o século em que uma fábrica de matéria têxtil foi construída no local, substituindo o spa.
Muito antes de o Colégio Militar Real do Canadá ter sido criado em 1876, houve propostas para faculdades militares no Canadá. Com pessoal de regulares britânicos, os estudantes de sexo masculino adulto passou por um curso militar de 3 meses de 1865 na Escola de Instrução Militar em London. Estabelecida pela Ordem Geral da Milícia em 1865, a escola permitiu que os Oficiais de Milícia ou Candidatos à Comissão ou a promoção na Milícia para aprender deveres Militares, perfurar e disciplinar, comandar uma Companhia no Batalhão de Perfuração, Economia de uma Sociedade e as funções de Diretor da Companhia. A escola não foi retida na Confederação, em 1867.

### Desenvolvimento

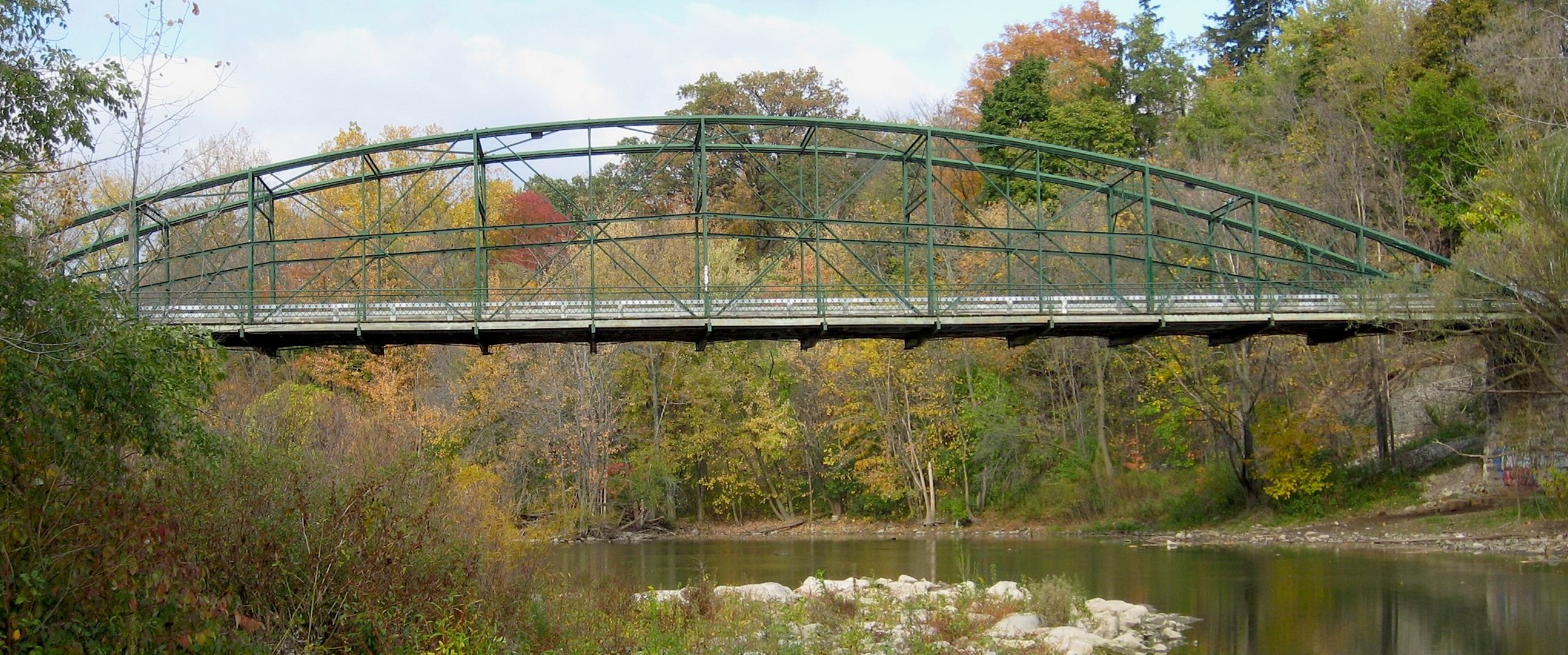
Ponte Blackfriars Street

Sir John Carling, deputado Tory para London, mencionou três eventos para explicar o desenvolvimento de London em um discurso de 1901. Eles foram: a localização do tribunal e da administração em London em 1826; A chegada da guarnição militar em 1838; E a chegada da estrada de ferro em 1853.
Em 1875, a primeira ponte de ferro de London, a ponte da rua de Blackfriars, foi construída. Substituiu uma sucessão de estruturas de madeira inundadas que haviam fornecido o único cruzamento rodoviário do rio pela cidade. Um exemplo raro de uma ponte de truss da corda, o Blackfriars permanece aberto ao tráfego do pedestre e da bicicleta, embora esteja closed atualmente indefinidamente ao tráfego veicular devido a vários problemas estruturais. O Blackfriars, em meio à distância do rio entre a Cervejaria Carling eo histórico Tecumseh Park (incluindo um grande moinho), ligou London com seu subúrbio ocidental de Petersville, nomeado para Squire Peters de Grosvenor Lodge. Essa comunidade juntou-se com a subdivisão sul de Kensington em 1874, formalmente incorporando como o município de Petersville. Embora mudasse seu nome em 1880 ao mais inclusivo "oeste de London", permaneceu um município separado até que os ratepayers votaram para a fusão com London em 1897, em grande parte devido às inundações repetidas. A inundação a mais séria era aquela de julho 1883, que resultou na perda séria da vida e na desvalorização da propriedade. Esta área mantém muito originais e atrativamente mantidos do século XIX comerciantes e trabalhadores de habitação, incluindo casas georgiana, bem como casas maiores, e um sentido distinto de lugar.

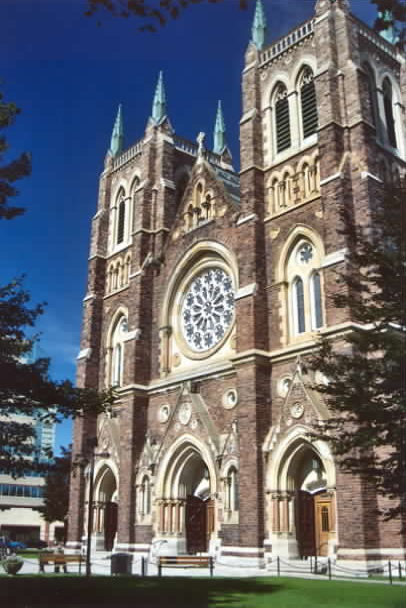
Catedral Basílica de de São Pedro, sede da Diocese Católica Romana de London

O subúrbio oriental de London, London East, era (e permanece) um centro industrial, que também incorporou em 1874. Alcançando o status da cidade em 1881, continuou como um município separado até que as preocupações sobre trabalhos de água caros e outros problemas fiscais conduziram ao amalgamation em 1885. O subúrbio do sul de London, incluindo Wortley Village, era coletivamente conhecido como "London South". Nunca incorporado, o Sul foi anexado à cidade em 1890, embora Wortley Village ainda mantém um sentido distinto de lugar. Em contraste, o assentamento em Broughdale, no extremo norte da cidade, tinha uma identidade clara, adjacente à universidade e não foi anexado até 1961.
Em 24 de maio de 1881, o ferry SS Victoria virou no rio Tâmisa, afogando aproximadamente 200 passageiros, o pior desastre da história de London. Dois anos mais tarde, em 12 de julho de 1883, a primeira das duas inundações mais devastadoras na história de London matou 17 pessoas. A segunda grande inundação, em 26 de abril de 1937, destruiu mais de mil casas e causou mais de US $ 50 milhões em danos, particularmente no oeste de London. Depois de inundações repetidas, a Autoridade de Conservação do Alto Rio Thames em 1953 construiu a Barragem de Fanshawe no Tâmisa do Norte para controlar os rios a jusante. O financiamento desse projeto veio dos governos federal, provincial e municipal. Outros desastres naturais incluem um tornado de 1984 que levou a danos em várias ruas na área de White Oaks, no sul de London.
O papel de London como um centro militar continuou no 20 século durante as duas guerras mundiais, enquanto servindo como o centro administrativo para o distrito ocidental de Ontário. Em 1905, o Arsenal de London foi construído e abrigou o First Hussars até 1975. Um investidor privado comprou o local histórico e construiu um novo hotel (Delta London Armouries, 1996) em seu lugar preservando a concha do edifício histórico. Na década de 1950, dois batalhões de reserva se amalgamaram e se tornaram London e Oxford Rifles (3º Batalhão), o Royal Canadian Regiment. Esta unidade continua a servir hoje como o 4º batalhão, o regimento canadense real. A Sede Regimental do Royal Canadian Regiment permanece em London no Wolseley Barracks em Oxford Street. Os barracões são home ao regimento da milícia do primeiro Hussars também.

### Anexações

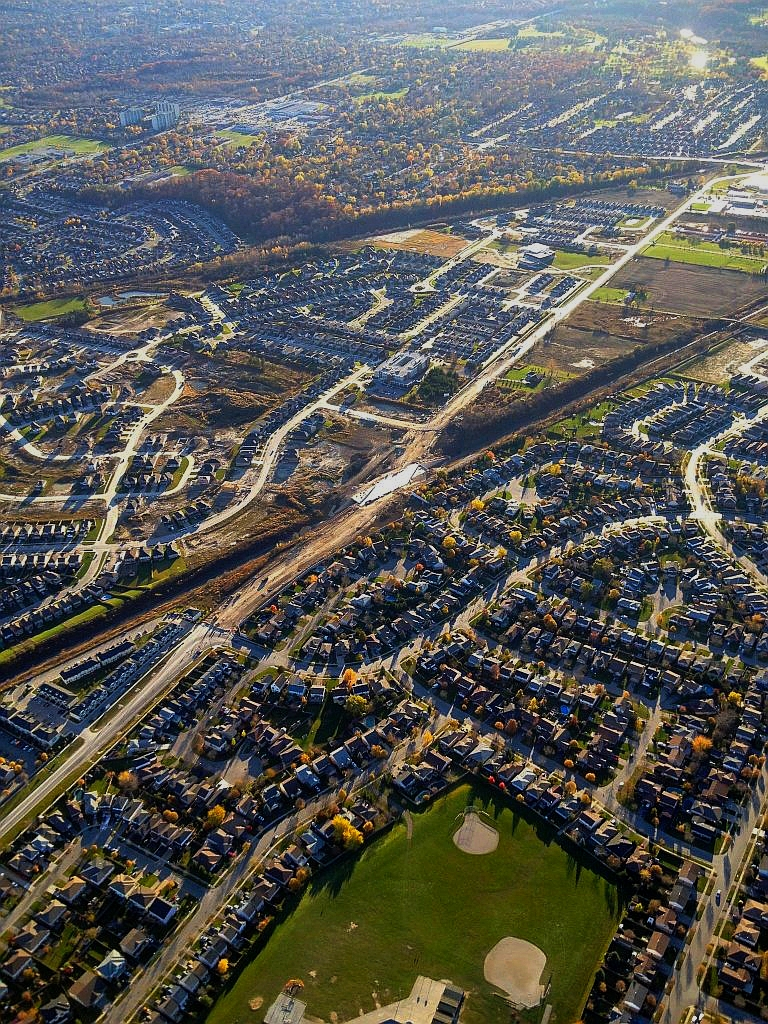
Alastramento urbano no subúrbio de London.

London anexou muitas das comunidades circunvizinhas em 1961, incluindo Byron e Masonville, somando 60.000 pessoas e mais que dobrando sua área. Após esta fusão, o crescimento suburbano acelerou-se enquanto London crescia para fora em todas as direções, criando subdivisões novas expansivas tais como Westmount, Oakridge, Whitehills, moinhos da lagoa, carvalhos brancos e Stoneybrook.
Em 1992, London anexou quase todo o município de Westminster, um município grande e principalmente rural diretamente ao sul da cidade, incluindo a vila policial de Lambeth. Com esta anexação maciça, London quase dobrou em área outra vez, somando milhares de mais residentes. London agora se estende ao sul até o limite com Elgin County.
A anexação de 1993 fez de London um dos maiores municípios urbanos de Ontário. Atualmente, um intenso desenvolvimento comercial e residencial está ocorrendo nas áreas sudoeste e noroeste da cidade. Os opositores deste desenvolvimento citam a expansão urbana, a destruição da floresta rara de zona de Carolinian e terras de fazenda, substituição de regiões distintivas por shoppings genéricos e transporte padrão e preocupações de poluição como questões principais que enfrentam London. A cidade de London é atualmente a décima primeira maior área urbana do Canadá, a décima primeira área metropolitana de censo do Canadá e a sexta maior cidade do Ontário.

## Geografia
A área foi formada durante o recuo dos glaciares durante a última idade do gelo, que produziu áreas de pântano, notadamente o pântano de Sifton (que é realmente um fen), assim como algumas das áreas as mais agriculturalmente produtivas da terra em Ontário. O rio Tamisa domina a geografia de London. Os ramos norte e sul do Rio Tâmisa se encontram no centro da cidade, um local conhecido como "The Forks" ou "The Fork of the Thames". O Tâmisa do Norte percorre o lago artificial Fanshawe, localizado No nordeste de London. O lago Fanshawe foi criado pela represa de Fanshawe, construída para proteger as áreas das inundações catastróficas que afetaram a cidade em 1883 e em 1937.

### Clima

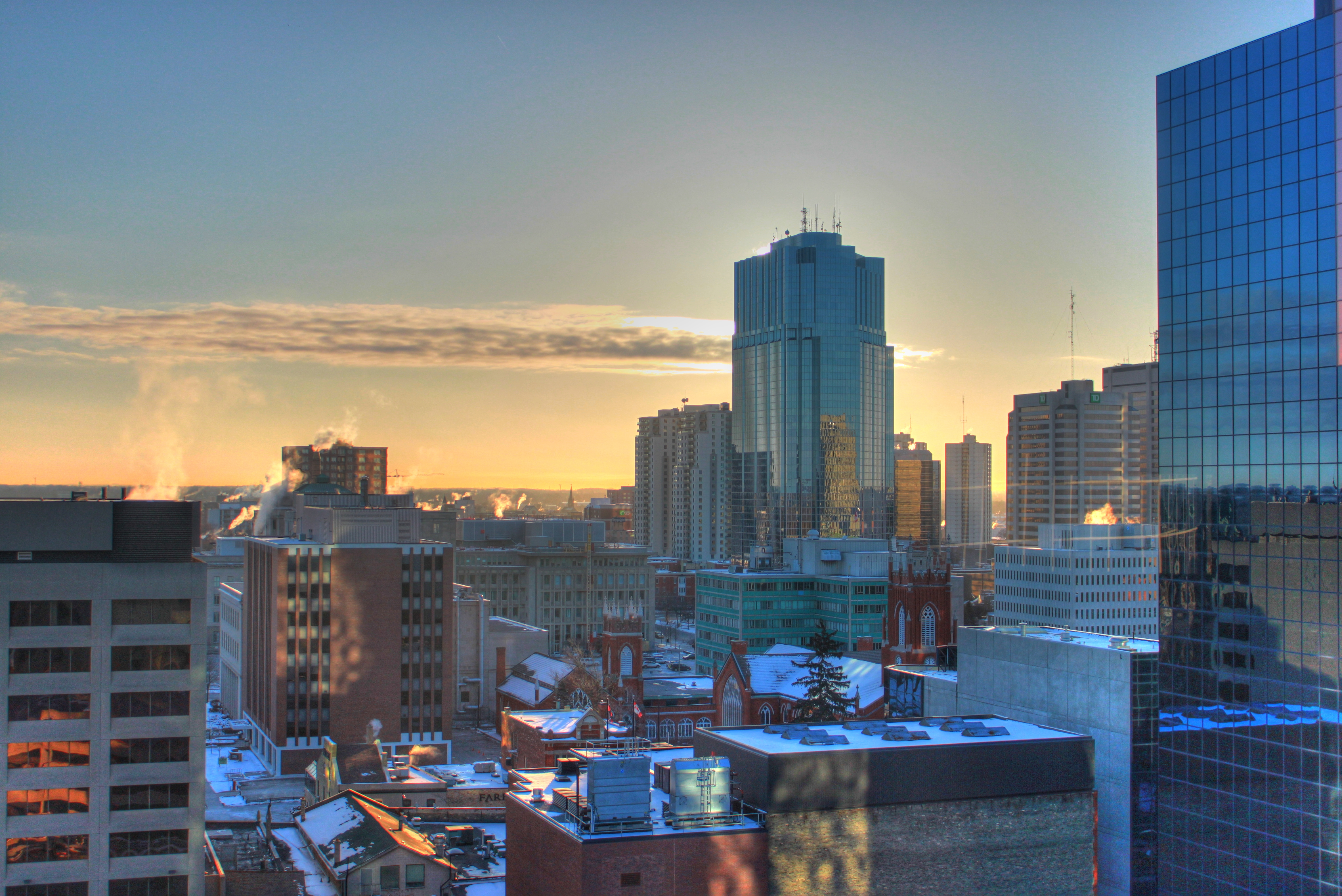
Centro de London no inverno de Janeiro de 2011.

London tem um clima continental húmido (Köppen Dfb), embora devido à sua localização a favor do vento em relação ao Lago Huron e alterações de elevação em toda a cidade, é virtualmente no Dfa / Dfb (verão quente) fronteira favorecendo a antiga zona climática a sudoeste de A confluência dos rios Sul e Norte do Tâmisa ea última zona a nordeste (incluindo o aeroporto). Por causa de sua posição no continente, London experimenta o contraste sazonal grande, moderado a um ponto pelos Great Lakes circunvizinhos. Os verões são geralmente quentes a quentes e úmidos, com uma média de julho de 20,8 °C (69,4 °F), e temperaturas acima de 30 °C (86 °F) ocorrem em média 10 dias por ano. Em 2016, contudo, temperaturas acima ou acima de 30 °C (86 °F) ocorreram mais de 35 vezes. A cidade é afetada por tempestades freqüentes devido ao clima de verão quente e úmido, bem como a convergência de brisas provenientes do Lago Huron e Lago Erie. A mesma zona de convergência é responsável pelas nuvens do funil de desova e pelo tornado ocasional. London está localizado no Canadá Tornado Alley. Primavera e outono não são longos, e os invernos são frios, mas degelos são frequentes. As médias de precipitação anual são de 1.011,5 mm (39,82 pol.). As suas quedas de neve no Inverno são pesadas, com uma média de 194 cm (76 in) por ano. A maioria provém de neve de efeito do lago e rajadas de neve originárias do Lago Huron, cerca de 60 km ao noroeste, que ocorre quando ventos fortes e frios sopram a partir dessa direção. De 5 de dezembro de 2010, a 9 de dezembro de 2010, London experimentou queda de neve recorde quando até 2 m (79 in) de neve caiu em partes da cidade. Escolas e empresas foram fechadas por três dias e serviço de ônibus foi cancelado após o segundo dia de neve.

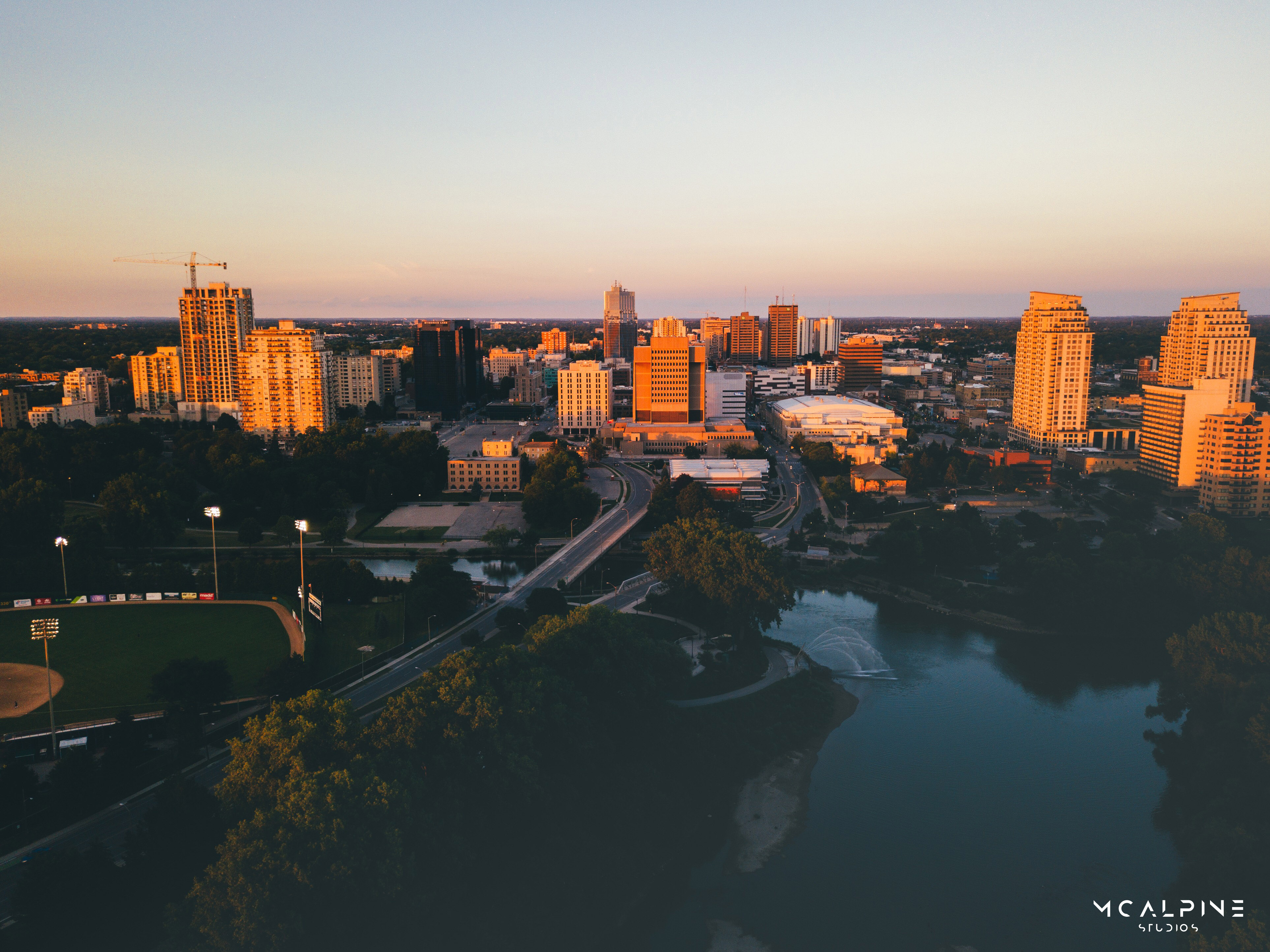
Vista aérea de London em 2017.

A temperatura a mais elevada nunca gravada em London era 41.1 °C (106 °F) em 6 agosto 1918. A temperatura mais baixa já registrada foi de -32,2 °C (-26 °F) em 20 de janeiro de 1892.
| Dados climáticos para London, Ontário (Aeroporto Internacional de London), 1981 - 2010 normal, extremos 1871- presente | Dados climáticos para London, Ontário (Aeroporto Internacional de London), 1981 - 2010 normal, extremos 1871- presente | Dados climáticos para London, Ontário (Aeroporto Internacional de London), 1981 - 2010 normal, extremos 1871- presente | Dados climáticos para London, Ontário (Aeroporto Internacional de London), 1981 - 2010 normal, extremos 1871- presente | Dados climáticos para London, Ontário (Aeroporto Internacional de London), 1981 - 2010 normal, extremos 1871- presente | Dados climáticos para London, Ontário (Aeroporto Internacional de London), 1981 - 2010 normal, extremos 1871- presente | Dados climáticos para London, Ontário (Aeroporto Internacional de London), 1981 - 2010 normal, extremos 1871- presente | Dados climáticos para London, Ontário (Aeroporto Internacional de London), 1981 - 2010 normal, extremos 1871- presente | Dados climáticos para London, Ontário (Aeroporto Internacional de London), 1981 - 2010 normal, extremos 1871- presente | Dados climáticos para London, Ontário (Aeroporto Internacional de London), 1981 - 2010 normal, extremos 1871- presente | Dados climáticos para London, Ontário (Aeroporto Internacional de London), 1981 - 2010 normal, extremos 1871- presente | Dados climáticos para London, Ontário (Aeroporto Internacional de London), 1981 - 2010 normal, extremos 1871- presente | Dados climáticos para London, Ontário (Aeroporto Internacional de London), 1981 - 2010 normal, extremos 1871- presente | Dados climáticos para London, Ontário (Aeroporto Internacional de London), 1981 - 2010 normal, extremos 1871- presente |
| Mês | Jan | Fev | Mar | Abr | Mai | Jun | Jul | Ago | Set | Out | Nov | Dez | Ano |
| --- | --- | --- | --- | --- | --- | --- | --- | --- | --- | --- | --- | --- | --- |
| Recordes de umidades                                                                                                   | 16.4 | 18.9 | 29.1 | 33.9 | 40.2 | 44.1 | 50.0 | 46.5 | 42.4 | 37.0 | 25.1 | 22.0 | 50.0 |
| Recorde de alta °C (°F)                                                                                                | 16.7 (62.1) | 17.8 (64) | 27.2 (81) | 30.6 (87.1) | 34.4 (93.9) | 38.2 (100.8) | 38.9 (102) | 41.1 (106) | 36.7 (98.1) | 30.3 (86.5) | 24.4 (75.9) | 18.5 (65.3) | 41.1 (106) |
| Media de alta °C (°F)                                                                                                  | −1.9 (28.6) | −0.5 (31.1) | 4.4 (39.9) | 12.1 (53.8) | 19.0 (66.2) | 24.0 (75.2) | 26.4 (79.5) | 25.3 (77.5) | 21.1 (70) | 14.2 (57.6) | 7.2 (45) | 0.9 (33.6) | 12.7 (54.9) |
| Média diária °C (°F)                                                                                                   | −5.6 (21.9) | −4.5 (23.9) | −0.1 (31.8) | 6.8 (44.2) | 13.1 (55.6) | 18.3 (64.9) | 20.8 (69.4) | 19.7 (67.5) | 15.5 (59.9) | 9.2 (48.6) | 3.4 (38.1) | −2.6 (27.3) | 7.9 (46.2) |
| Média de baixa °C (°F)                                                                                                 | −9.2 (15.4) | −8.6 (16.5) | −4.5 (23.9) | 1.5 (34.7) | 7.2 (45) | 12.6 (54.7) | 15.1 (59.2) | 14.0 (57.2) | 9.9 (49.8) | 4.3 (39.7) | −0.4 (31.3) | −6.1 (21) | 3.0 (37.4) |
| Recorde de baixa °C (°F)                                                                                               | −32.2 (−26) | −31.7 (−25.1) | −28.3 (−18.9) | −17.8 (0) | −5 (23) | −1.1 (30) | 4.4 (39.9) | 1.5 (34.7) | −3.3 (26.1) | −11.1 (12) | −18.3 (−0.9) | −30 (−22) | −32.2 (−26) |
| Recorde de baixa com ventos                                                                                            | −41.1 | −35 | −32.2 | −22.2 | −10.3 | −2 | 0.0 | 0.0 | −5.2 | −13.6 | −25.6 | −35.8 | −41.1 |
| Precipitação média mm (polegadas)                                                                                      | 74.2 (2.921) | 65.5 (2.579) | 71.5 (2.815) | 83.4 (3.283) | 89.8 (3.535) | 91.7 (3.61) | 82.7 (3.256) | 82.9 (3.264) | 103.0 (4.055) | 81.3 (3.201) | 98.0 (3.858) | 87.5 (3.445) | 1,011.5 (39.823) |
| Precipitação média mm (polegadas)                                                                                      | 33.4 (1.315) | 33.6 (1.323) | 46.3 (1.823) | 74.7 (2.941) | 89.4 (3.52) | 91.7 (3.61) | 82.7 (3.256) | 82.9 (3.264) | 103.0 (4.055) | 78.1 (3.075) | 83.2 (3.276) | 46.9 (1.846) | 845.9 (33.303) |
| Precipitação média de neve cm (polegadas)                                                                              | 49.3 (19.41) | 38.4 (15.12) | 29.4 (11.57) | 9.4 (3.7) | 0.4 (0.16) | 0.0 (0) | 0.0 (0) | 0.0 (0) | 0.0 (0) | 3.2 (1.26) | 16.6 (6.54) | 47.6 (18.74) | 194.3 (76.5) |
| Médias diárias de precipitação (≥ 0.2 mm)                                                                              | 18.8 | 15.1 | 15.3 | 14.1 | 12.7 | 11.6 | 11.2 | 10.4 | 12.1 | 13.1 | 15.8 | 18.0 | 168.0 |
| Média de dias chuvosos (≥ 0.2 mm)                                                                                      | 6.3 | 5.4 | 8.3 | 12.0 | 12.7 | 11.6 | 11.3 | 10.4 | 12.1 | 13.0 | 11.6 | 7.8 | 122.4 |
| Média diária de neve (≥ 0.2 cm)                                                                                        | 15.3 | 12.1 | 9.1 | 3.5 | 0.18 | 0.0 | 0.0 | 0.0 | 0.0 | 1.2 | 5.7 | 13.2 | 60.3 |
| Umidade relativa média (%)                                                                                             | 75.9 | 71.9 | 65.0 | 56.9 | 54.8 | 57.0 | 57.6 | 59.7 | 59.9 | 63.1 | 72.0 | 76.9 | 64.2 |
| Horas mensais médias de sol                                                                                            | 64.4 | 89.9 | 124.0 | 158.0 | 219.6 | 244.3 | 261.6 | 217.7 | 165.1 | 128.7 | 67.4 | 52.1 | 1,792.6 |
| Possibilidade de chuva                                                                                                 | 22.1 | 30.4 | 33.6 | 39.4 | 48.4 | 53.2 | 56.2 | 50.4 | 43.9 | 37.5 | 23.0 | 18.5 | 38.1 |
| Fonte: Environment Canada                                                                                              | | | | | | | | | | | | | |

### Parques

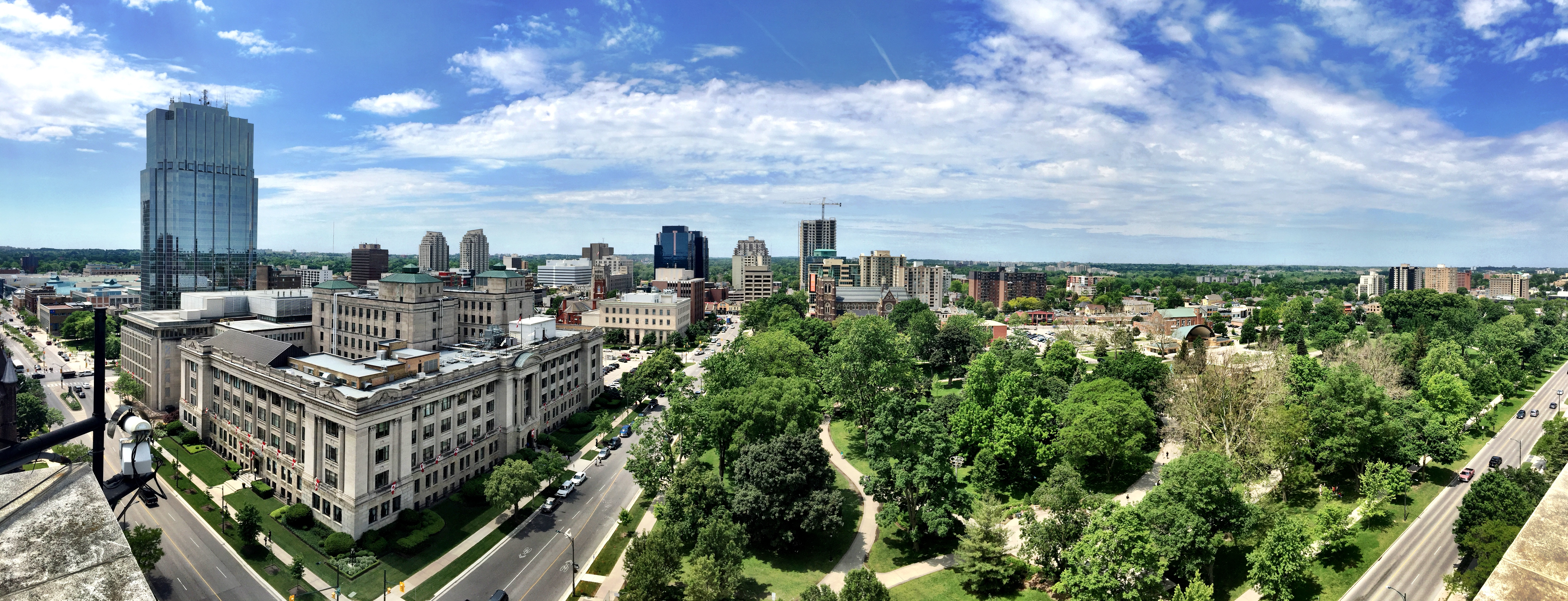
Parque Victoria em London.

London tem um número de parques. Victoria Park, no centro de London é um importante centro de eventos da comunidade, atraindo cerca de 1 milhão de visitantes por ano. Outros parques principais incluem o parque de Harris, o parque de Gibbons, a área da conservação de Fanshawe (vila pionera de Fanshawe), o parque de Springbank, e as lagoas de Westminster. A cidade também mantém uma série de jardins e conservatórios.

## Demografia
| Histórico População | Histórico População | Histórico População |
| Ano                 | Pop.                | ±%                  |
| ------------------- | ------------------- | ------------------- |
| 1871                | 18.000              | —                   |
| 1881                | 26.266              | +45,9%              |
| 1891                | 31.977              | +21,7%              |
| 1901                | 37.976              | +18,8%              |
| 1911                | 46.509              | +22,5%              |
| 1921                | 50.959              | +9,6%               |
| 1931                | 71.148              | +39,6%              |
| 1941                | 78.134              | +9,8%               |
| 1951                | 95.343              | +22,0%              |
| 1961                | 169.569             | +77,9%              |
| 1966                | 194.416             | +14,7%              |
| 1971                | 223,222             | +14,8%              |
| 1976                | 240.392             | +7,7%               |
| 1981                | 254.280             | +5,8%               |
| 1986                | 269.140             | +5,8%               |
| 1991                | 311.620             | +15,8%              |
| 1996                | 325.699             | +4,5%               |
| 2001                | 336.539             | +3,3%               |
| 2006                | 352.395             | +4,7%               |
| 2011                | 366.151             | +3,9%               |
|                     |                     |                     |

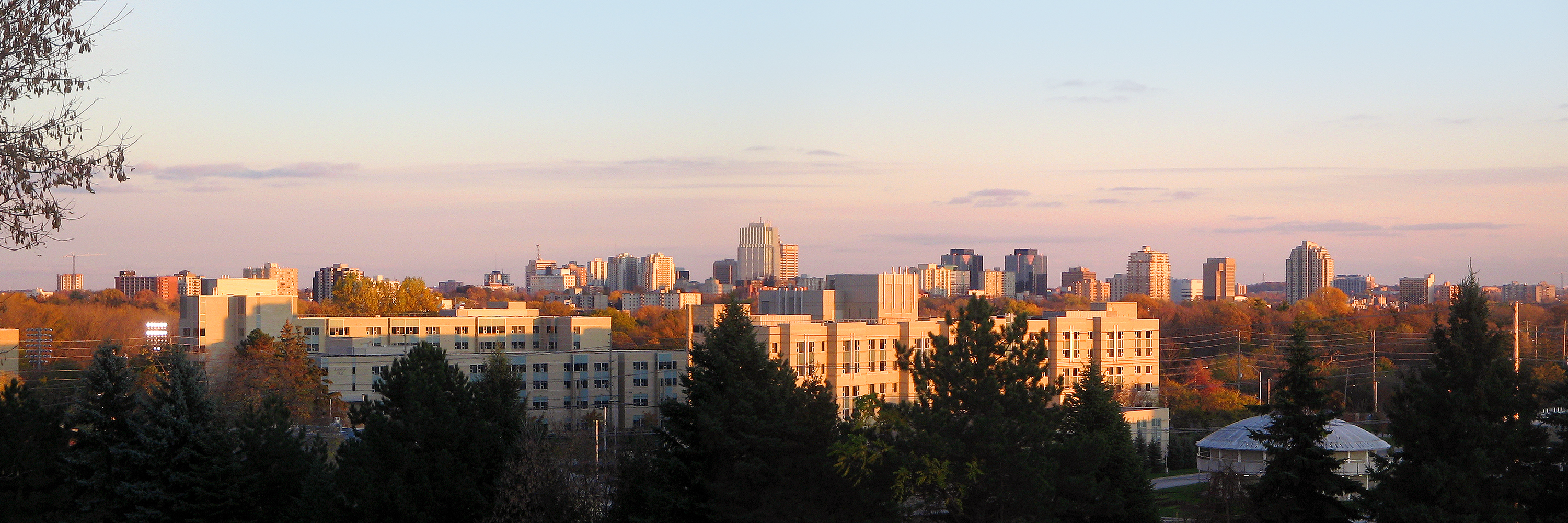
Panorama de London a partir da Universidade Ocidental de Ontário.

De acordo com o censo de 2011, a cidade de London tinha uma população de 366.151 pessoas, um aumento de 3,9% da população de 2006. As crianças menores de cinco anos representavam aproximadamente 5,2% da população residente de London. A porcentagem da população residente em London de idade de aposentadoria (65 e mais) é 13,7, também a porcentagem para o Canadá como um todo. A idade média é 38.2 anos de idade, comparada a 39.9 anos de idade para todo o Canadá.
Entre 2006 e 2011, a população da metrópole de London cresceu 3,7 por cento, em comparação com um aumento de 5,7 por cento para o Ontário como um todo.
De acordo com o censo de 2011, a maioria dos londrinos professam uma fé cristã, que responde por 62,8% da população (católica: 27,0%, protestante: 25,0%, outra cristã: 9,0%). Outras religiões incluem Islão (4,4%), Budismo (0,8%), Hinduísmo (0,8%) e Judaísmo (0,5%), com 29,9% da população não declarando filiação religiosa.
De acordo com o censo de 2011, 82% da população de London é europeia, 2,7% são latino-americanos, 2,6% são árabes, 2,4% são negros, 2,2% sul-asiáticos, 2,0% chineses canadenses, 1,9% Por cento são do Sudeste Asiático, 0,8 por cento são do Oeste Asiático, 0,8 por cento são coreanos canadenses, 0,6 por cento são filipinos e 0,7 por cento pertencem a outros grupos. No censo de 2011, as origens étnicas predominantes dos londrinos eram ingleses (30,5%), canadenses (26,0%), escoceses (20,8%), irlandeses (20,3%), alemães (11,5%), franceses (10,1%) e holandeses 6,2%), italiano (4,7%), polaco (4,4%), português (2,8%) e ucraniano (2,5%).
Em fevereiro de 2015, a Statistics Canada publicou uma estimativa populacional da RMR de London de 502.360, a partir de 1 de julho de 2014.

## Economia

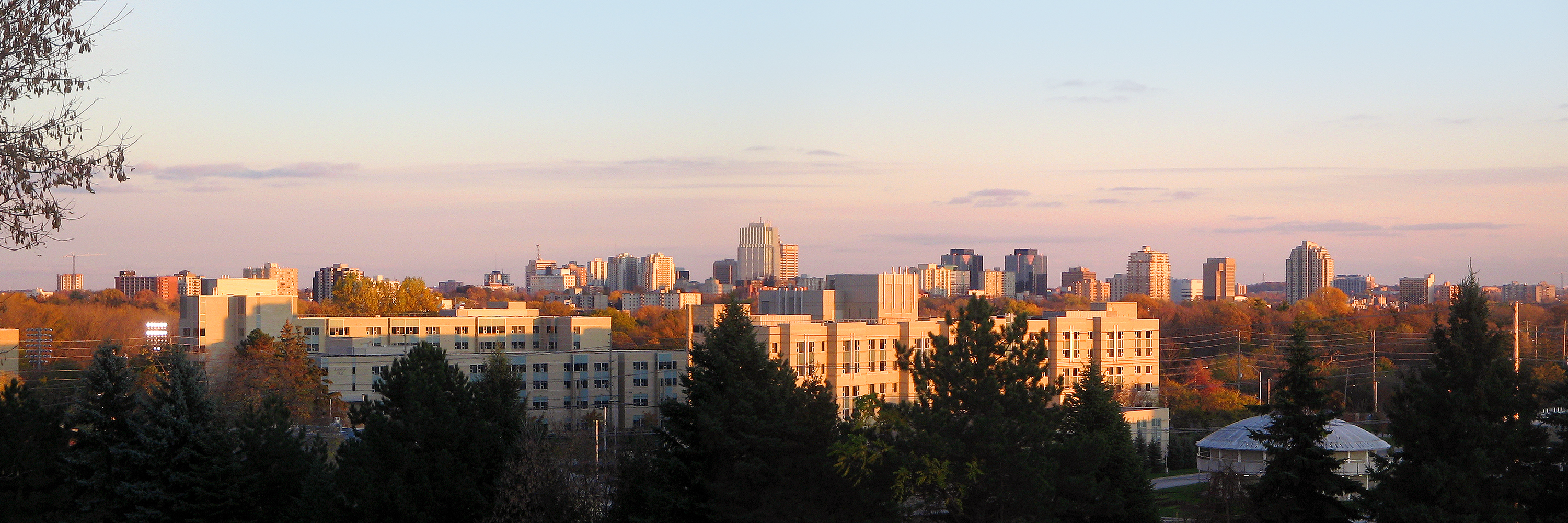
Panorama da skyline de London vista da universidade de Brescia Collegeat a universidade de Ontário Ocidental

A economia de London é dominada por pesquisas médicas, seguros, manufatura e tecnologia da informação. Muitas das ciências da vida e pesquisas relacionadas à biotecnologia são conduzidas ou apoiadas pela Universidade de Western Ontario, que acrescenta cerca de US $ 1,5 bilhão à Bolsa de London Anualmente.
Desde a crise econômica de 2009, que eviscerou muitos dos empregos fabris de London, a cidade tem transição para se tornar um centro de tecnologia. A partir de 2016, London é o lar de 300 empresas de tecnologia e emprega 3% da força de trabalho da cidade. Muitas dessas empresas se mudaram para antigas fábricas e espaços industriais localizados dentro e ao redor do centro da cidade, e os renovaram como escritórios modernos. Por exemplo, o escritório de London do Info-Tech Research Group está localizado em uma fábrica de meias e Arcane Digital se mudou para um edifício industrial dos anos 30 em 2015. A Traction, empresa de mídia digital, atualmente tem seus escritórios no Roundhouse de London, uma oficina de reparo de locomotivas a vapor construída em 1887. Seu redesenho, inaugurado em 2015, ganhou o Prêmio Paul Oberman para Reaproveitamento Adaptativo da Conservação Arquitetônica de Ontário . London é também a casa da Diply, que está classificado entre os melhores sites na Internet.

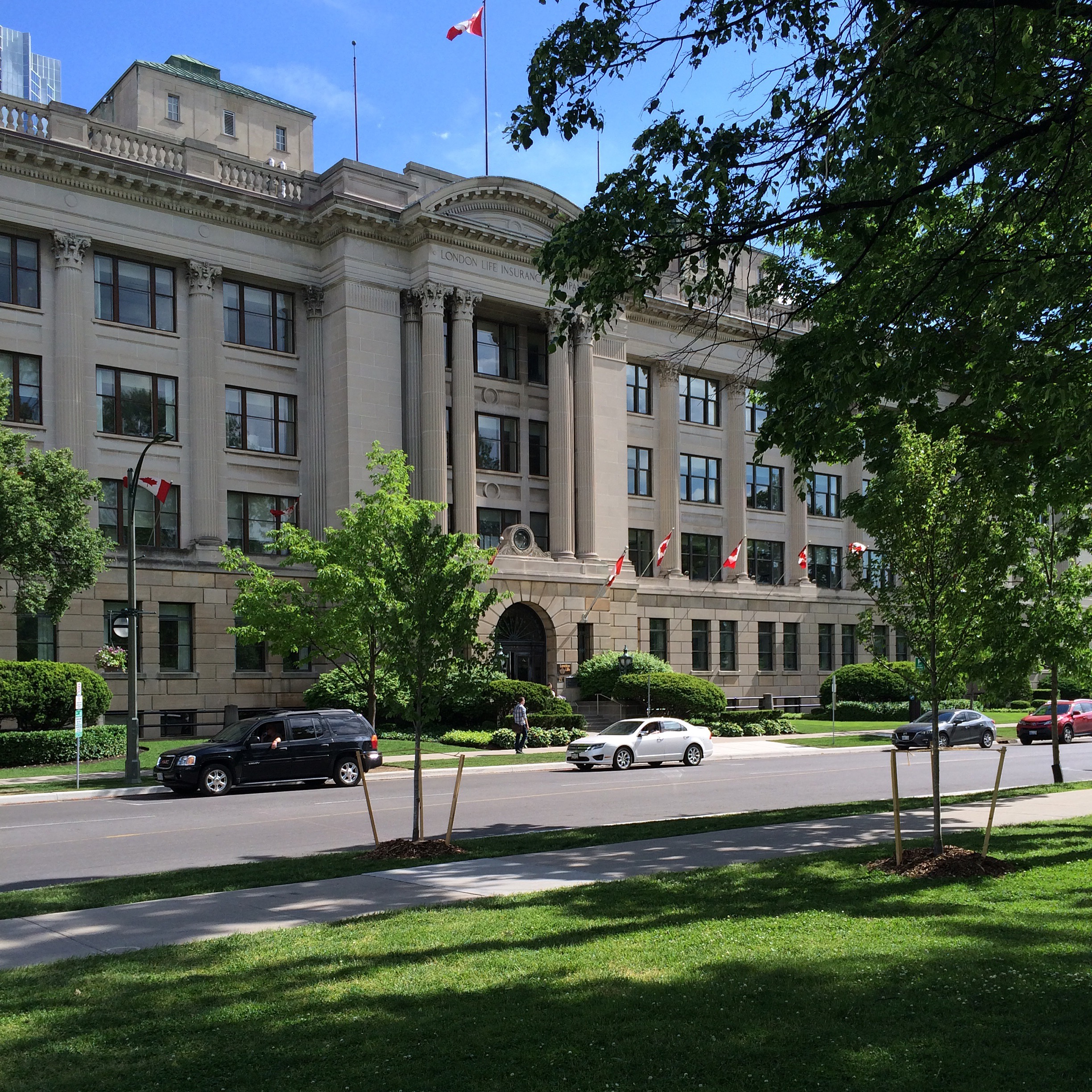
Sede da London Life no centro de London.

O maior empregador em London é o London Health Sciences Center, que emprega 10, 555 pessoas.
A sede da divisão canadense da 3M está localizada em London. A London Life Insurance Company foi fundada lá, assim como a Imperial Oil, a GoodLife Fitness, e as cervejarias Labatt e Carling. O Grupo Financeiro Libro foi fundado em London em 1951 e é a segunda maior cooperativa de crédito em Ontário e emprega mais de 550 pessoas. Canadá Trust também foi fundada em London em 1864.
A General Dynamics Land Systems constrói veículos blindados de transporte de pessoas na cidade. A GDLS tem um contrato de US $ 15 bilhões com quatorze anos para fornecer veículos blindados leves à Arábia Saudita. Há 2.400 trabalhadores na GDLS Canadá.
McCormick Canadá, anteriormente Club House Foods, foi fundada em 1883 e atualmente emprega mais de 600 londrinos.
O centro comercial do centro de London, anteriormente conhecido como Galleria, foi adquirido e renomeado para o Citi Plaza pelo Citigroup em 2009. O Citi Plaza foi reconstruído como um complexo de uso misto que combina provedores de varejo, escritório, empresas e educação. Junto com os escritórios do Citi Cards Canada, o complexo também abriga o ramo central de bibliotecas de London e os campus de satélites do Fanshawe College e Western University.
Uma parte da população da cidade trabalha em fábricas fora dos limites da cidade, incluindo a planta automotiva da General Motors, CAMI, e uma fábrica da Toyota, em Woodstock. Uma fábrica da Ford em Talbotville tornou-se uma das vítimas da crise econômica em 2011.
Em 11 de dezembro de 2009, o Ministro Gary Goodyear anunciou um novo terminal de carga de US$ 11 milhões no Aeroporto Internacional de London.

## Cultura

### Festivais
A cidade é o lar de muitos festivais, incluindo Sunfest, o Home County Folk Festival, o London Fringe Theatre Festival, as expressões em Chalk Street Pintura Festival, Rock the Park, Western Feira, Dundas Street Festival e o Festival Internacional de Alimentação. O London Rib-Fest é o segundo maior festival de churrasco de churrasco na América do Norte. O festival do orgulho London é o 11º festival o maior do orgulho em Ontário. Sunfest, um festival de música do mundo, é o segundo maior no Canadá depois de Carnaval caribenho de Toronto (Caribana) em Toronto, e está entre o top 100 destinos de verão em América do Norte.

### Música
Orchestra London Canadá foi uma orquestra sinfônica profissional fundada em London em 1937. Embora a organização tenha entrado em falência em 2015, os membros da orquestra continuam a fazer concertos auto-produzidos sob o apelido #WePlayOn. A partir de outubro de 2016, o grupo está pesquisando a comunidade para obter ideias sobre um novo nome e marca para o conjunto. London também abriga a London Community Orchestra, a London Youth Symphony e os Amabile Choirs de London, no Canadá.
London também tem uma história rica em música underground. Os pioneiros do ruído, o Nihilist Spasm Band foram formados na cidade em 1965. Entre 1966 e 1971, o grupo realizou uma residência de segunda-feira no York Hotel no núcleo da cidade, que estabeleceu-o como um local popular para músicos emergentes e artistas. Agora conhecido como Call the Office, o local servido como um viveiro para a música punk no final dos anos 1970 e 1980, e continua a hospedar bandas de rock da faculdade e noites semanais de música alternativa. Em 2003, a CHRW-FM desenvolveu o London Music Archives, uma base de dados de música on-line que narra todos os álbuns gravados em London entre 1967 e 2006.
Os locais de desempenho de London incluem Aeolian Hall, uma antiga câmara municipal da era vitoriana localizada em Old East Village e o London Music Hall, um espaço de performance multi-nível no Distrito de Entretenimento e Cultura do centro da cidade. É a cidade natal do cantor Justin Bieber

### Arte

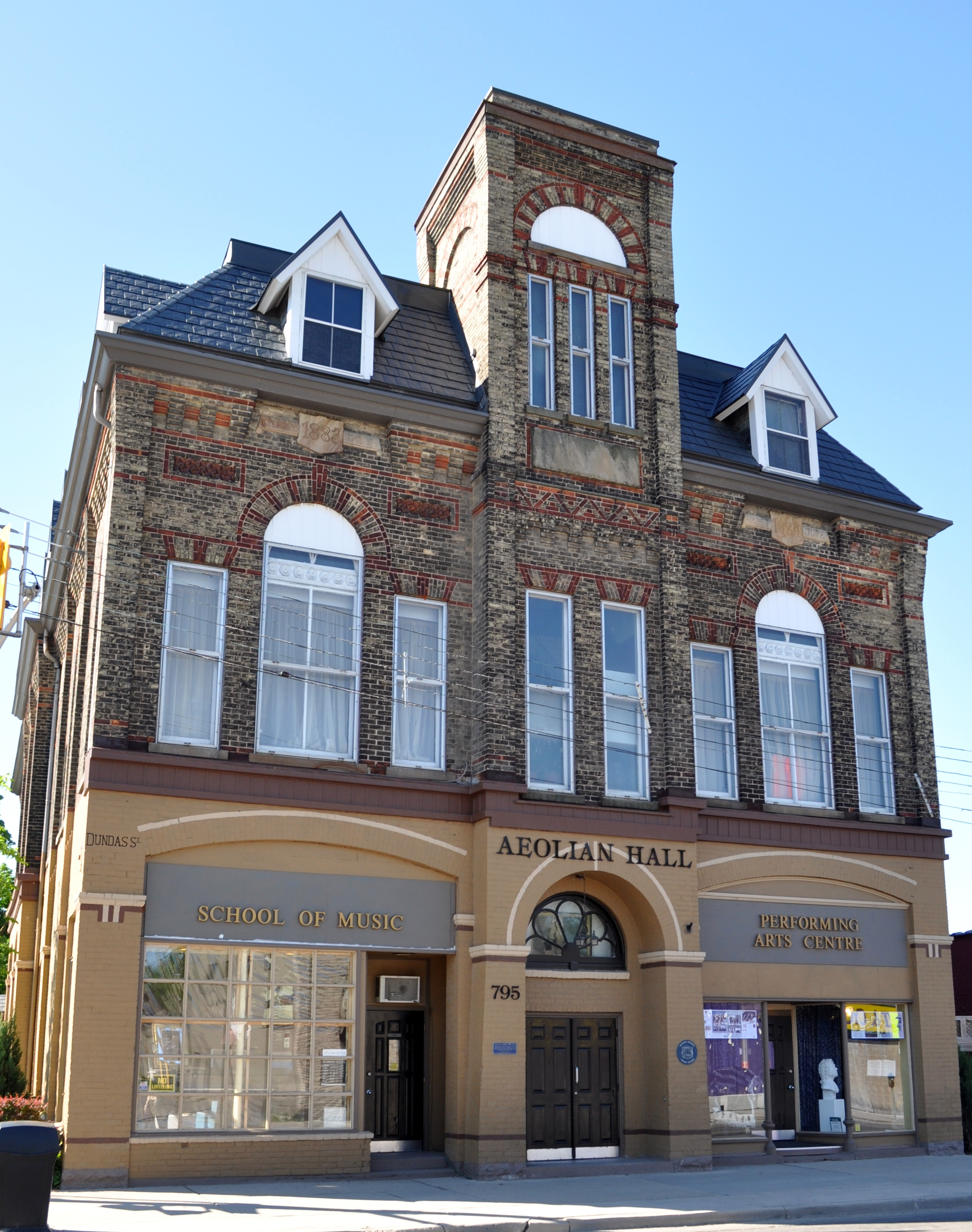
Salão Eólico

A cidade é a casa de diversos museus, incluindo o museu London, que é ficado situado nas forquilhas do Tamisa. Museu London exibe arte por uma grande variedade de artistas locais, regionais e nacionais. London também abriga o Museu de Arqueologia de Ontário, de propriedade da Western University. Sua principal característica é a única escavação em andamento do Canadá e reconstrução parcial de uma aldeia pré-histórica da Nação Neutra (Lawson Site). O Royal Canadian Regiment Museum é um museu militar localizado em Wolseley Barracks, uma ex-Base das Forças Canadenses no bairro Carling da cidade. Os segredos do museu do radar foram abertos no hospital de Parkwood em 2003, e conta a história dos mais de 6.000 veteranos canadenses da segunda guerra mundial que foram recrutados em um projeto do alto-segredo durante a segunda guerra mundial que envolve o radar. O London Regional Children's Museum, localizado no sul de London, oferece experiências práticas de aprendizagem para crianças e foi um dos primeiros museus para crianças estabelecidos no Canadá. O salão médico canadense da fama tem suas matrizes em London da baixa e caracteriza um museu da história médica.

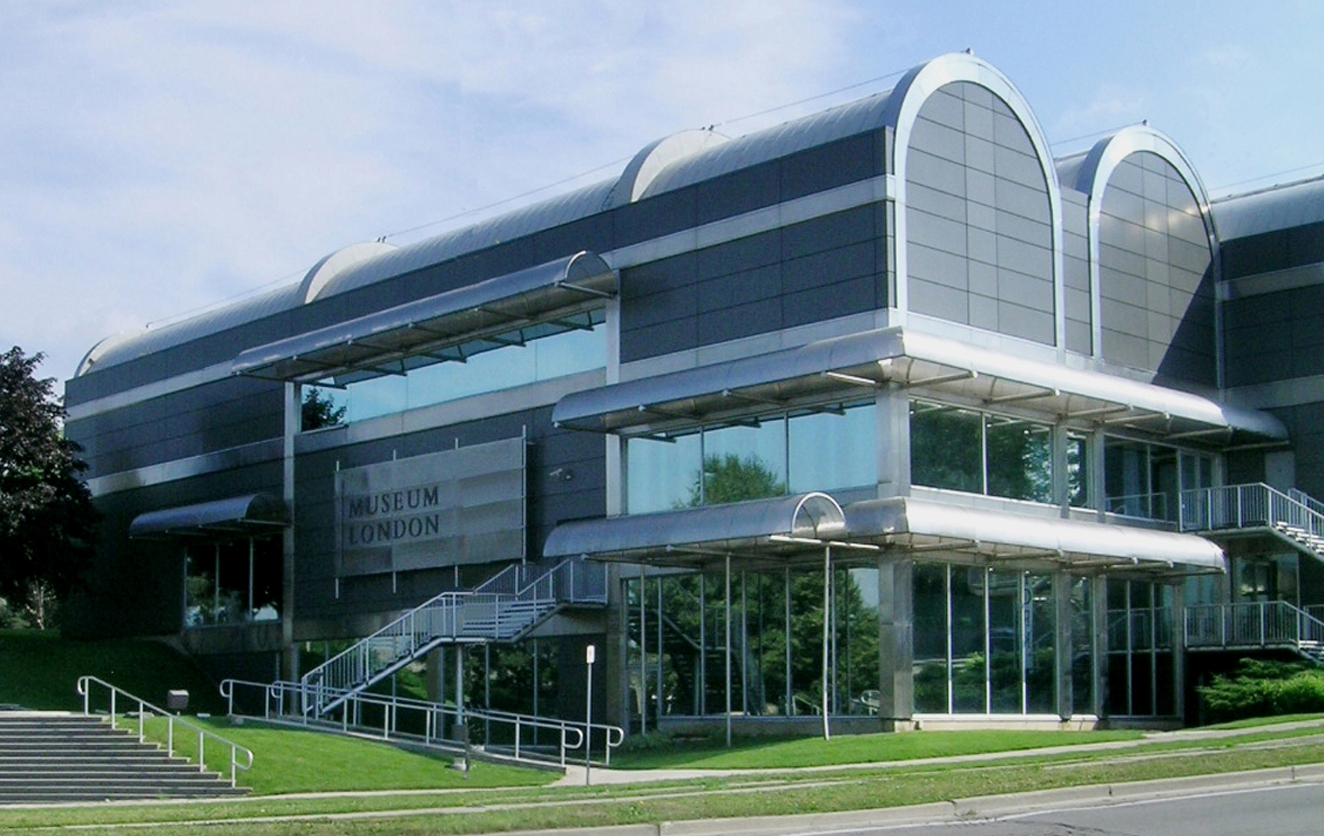
O museu London é ficado situado nas forquilhas do rio de Tamisa

Eldon House é a antiga residência da proeminente Família Harris e mais antiga sobrevivendo tal edifício em London. Toda a propriedade foi doada para a cidade de London em 1959 e agora é um património local. Uma chapa histórica de Ontário foi erguida pela província para comemorar o papel da casa de Eldon na herança de Ontário. O local histórico nacional da casa de Banting de Canadá é a casa onde o senhor Frederick Banting pensou da ideia que conduziu à descoberta da insulina. Banting viveu e praticou em London durante dez meses, de julho de 1920 a maio de 1921. London também é o local da Chama da Esperança, que se destina a queimar até que uma cura para a diabetes é descoberto.
London é também casa de diversas de galerias de arte e de espaços do artista, includindo a galeria de McIntosh na universidade ocidental, e o projeto de ARTS de London; uma galeria, um estúdio e um espaço de teatro localizado na Rua Dundas, no Distrito de Entretenimento e Cultura da cidade. A Forest City Gallery, co-fundada por Greg Curnoe em 1973, é um dos primeiros centros de artistas do Canadá. Está atualmente localizado no bairro de SoHo, ao sul do centro da cidade. London também abriga um anual Nuit Blanche a cada junho.

### Teatro

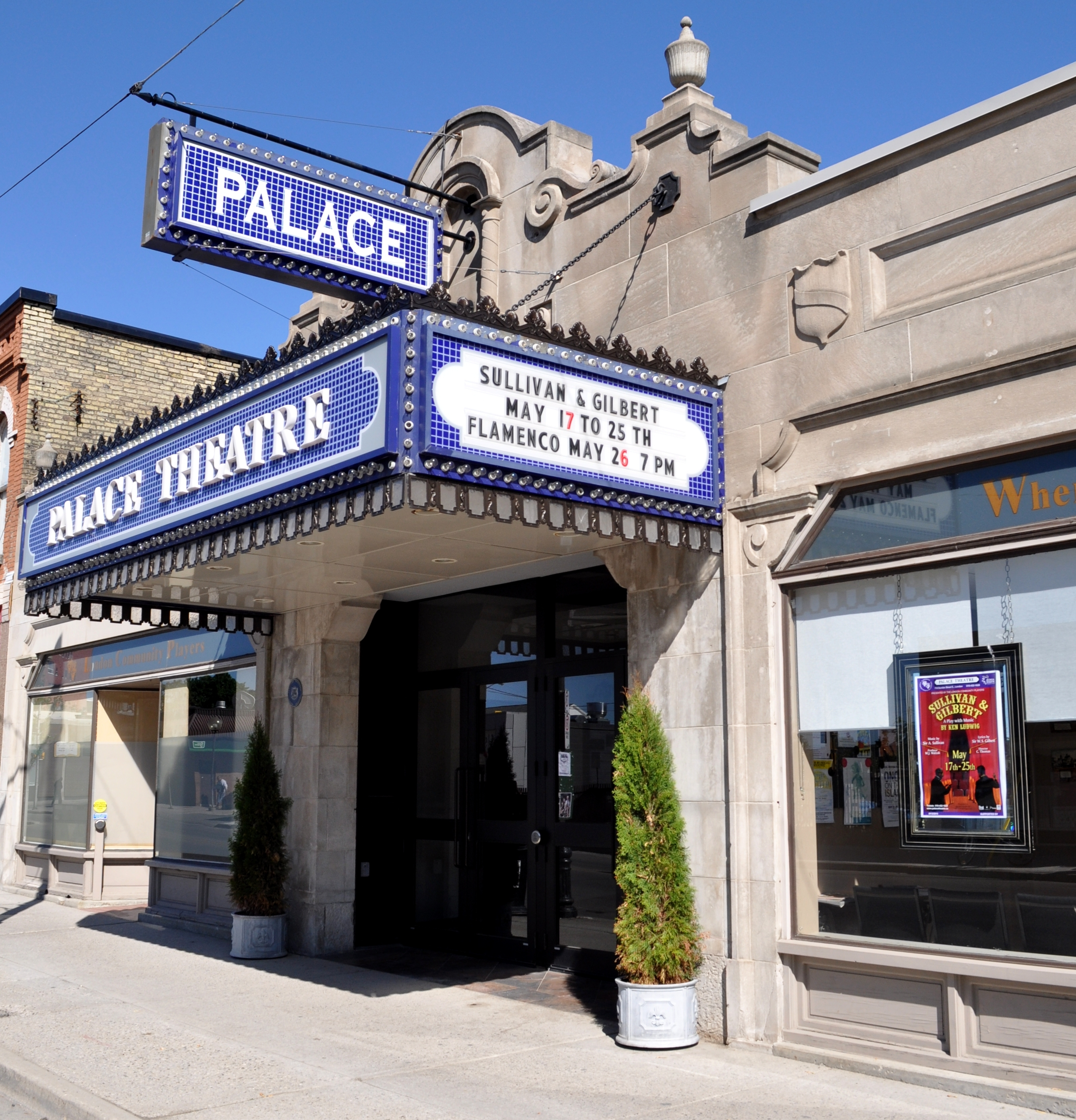
O Palace Theatre está localizado no Old East Village, a leste do centro da cidade.

London é o lar do Grande Teatro, um teatro proscenium arco profissional localizado no centro de London. O edifício foi renovado em 1975 para restaurar o arco do palco do estágio e para adicionar um espaço de desempenho secundário. A empresa de arquitetura responsável pelo re-design foi premiado com um prêmio do Governador Geral em 1978 por seu trabalho no local. Além de produções profissionais, o Grande Teatro também abriga o High School Project, um programa exclusivo para a América do Norte que oferece aos alunos do ensino médio a oportunidade de trabalhar com diretores profissionais, coreógrafos, diretores musicais e gerentes de palco. The Palace Theatre, localizado em Old East Village, originalmente inaugurado como um cinema em silêncio em 1929 e foi convertido em um local de teatro ao vivo em 1991. É atualmente a HOME dos jogadores da comunidade de London, e desde 2016 está passando pela restauração histórica extensiva. A companhia original do teatro dos miúdos, uma organização de justiça caritativa sem fins lucrativos, põe atualmente em produções no teatro da família de Spriet no mercado do jardim de Covent.

### Literatura
London serve de cenário central na literatura gótica do sul do Ontário, mais notavelmente nas obras de James Reaney. Escritores modernos incluem escritor de fantasia Kelley Armstrong, vencedor do Booker Man Book, Eleanor Catton, e candidato ao Prêmio Scotiabank Giller, Joan Barfoot. Emma Donoghue, cujo livro de 2010, Room, foi adaptado em um filme vencedor do Oscar de 2015 do mesmo nome, também mora em London. Words é um festival anual de artes literárias e criativas que acontece em novembro.

### Habitação

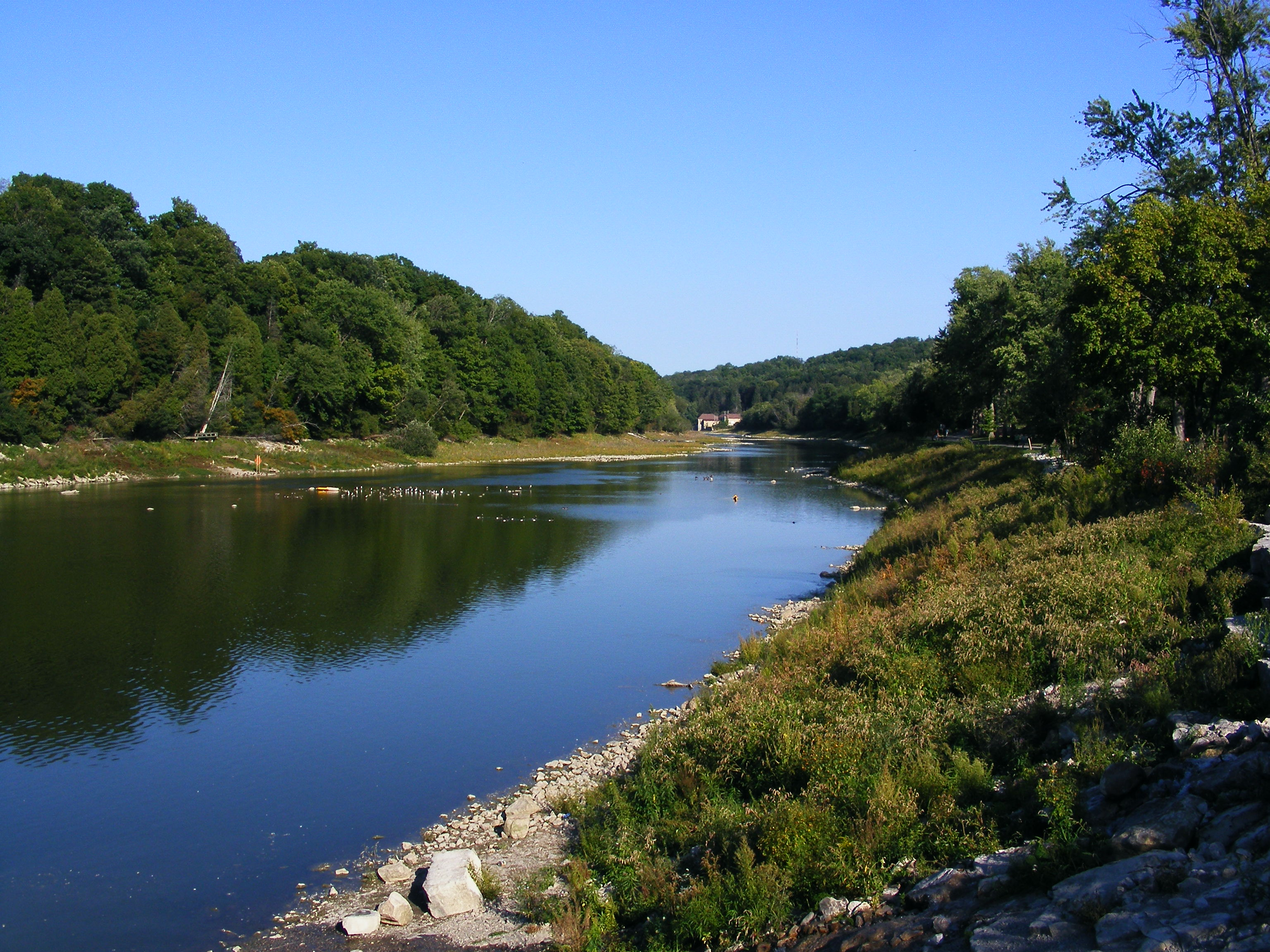
Springbank Park, localizado ao longo do rio Tamisa, é o maior parque de London.

Os recentes esforços de regeneração urbana de London e as iniciativas cívicas permitiram que a cidade se classificasse entre as listas de habitabilidade canadenses. Em 2016, a revista MoneySense classificou London como a quarta melhor cidade canadense para viver. Ele também ficou em quarto lugar (décimo quinto geral) em 2013 e quinto em 2015. Em 2015, London foi classificado como a sexta cidade mais feliz no Canadá por Jetpac City Guides. O Centro Canadense de Políticas Alternativas classificou London como o sexto melhor lugar para ser uma mulher em 2015 e terceira em 2016.
O custo de vida da cidade é baixo em comparação com outras cidades do sul do Ontário. Segundo a London St. Thomas Association of Realtors, o preço médio de uma casa na área de London e St. Thomas em 2016 é de US$ 274.383, que é substancialmente inferior à média nacional de US$ 467.082. Também está bem abaixo dos preços médios das casas nas cidades próximas, incluindo Toronto (US$ 736.670), Hamilton (US$ 510.204) e Kitchener-Waterloo (US$ 364.290).
London tem nove principais parques e jardins em toda a cidade, muitos dos quais correm ao longo do rio Tamisa e são interligados por uma série de pedestres e ciclovias, conhecido como o Thames Valley Parkway. Este sistema de trilha tem 40 km de comprimento e se conecta a mais 150 km de trilhas de bicicleta e caminhadas pela cidade. O parque o maior da cidade, parque de Springbank, é 140-hectare (300 acre) e contem 30 quilômetros (19 milhas) de fugas. É também o lar de Storybook Gardens, uma atração da família aberta todo o ano.

## Esportes
London é atualmente a casa do London Knights da liga do hóquei de Ontário, que jogam nos Budweiser Gardens (conhecido como o centro de John Labatt). Os Knights são 2004-2005 e 2015-2016 OHL e Campeões Memorial Cup. Durante os meses do verão, os London Majors da liga nacional do basebol, jogam no Labatt Park. London City é da Liga de Futebol Canadense, é o nível mais alto de futebol em London. O clube foi fundado em 1973; É a franquia profissional ativa a mais velha do futebol na America do Norte. O pelotão joga no estádio da estrada da angra no clube canadense alemão. Outras equipes esportivas incluem o London Silver Dolphins Swim Team, o Forest City Volleyball Club, o London Cricket Club, o London St. George's Rugby Club, o London Aquatics Club, o London Rhythmic Gymnastics, o London City Soccer Club eo Forest City London.
As equipes de futebol incluem o London Beefeaters (Ontario Football Conference).
A equipe de basquetebol de London, o London Lightning, joga no Budweiser Gardens como membros da Liga Nacional de Basquete do Canadá. Terminando sua temporada regular inaugural em 28-8, o relâmpago iria sobre ganhar o 2011-12 campeonato de NBL Canadá, derrotando o Rainmen de Halifax nas finais três jogos a dois.
Há também um número de ex-equipes desportivas que agora se mudaram ou dobrado. As quatro ex-equipes de beisebol de London são os London Monarchs (Liga Canadense de Baseball), os London Werewolves (Liga de Fronteiras), o London Tecumsehs (Associação Internacional) e os London Tigers (AA Eastern League). Outras ex-equipes esportivas incluem os Lasers de London (Liga Canadense de Futebol) e os Nacionais de London (Western Ontario Hockey League).
Em março de 2013, London foi palco do Campeonato Mundial de Patinação Artística 2013.
As equipes da Universidade de Western Ontario jogam sob o nome Mustangs. A equipe de futebol da universidade joga no TD Waterhouse Stadium. A Equipa de Remo da Western sai de um dos dois Centros Nacionais de Treinamento no Lago Fanshawe. As equipes da faculdade de Fanshawe jogam sob o nome Falcons. A equipe do país transversal das mulheres ganhou 3 campeonatos nacionais consecutivos da associação atlética collegiate canadense (CCAA). Em 2010, o programa se consolidou como o primeiro programa da CCAA a conquistar títulos de homens e mulheres da seleção nacional, bem como treinador da CCAA do ano.
O Western Fair Raceway, cerca de 85 hectares harness pista de corrida e centro de simulcast, opera durante todo o ano. As terras incluem um casino do entalhe da moeda, um teatro anterior de IMAX, e esportes e Agri-complex. Labatt Memorial Park as bases de basebol usadas as mais velhas do mundo continuamente foi estabelecido como o parque de Tecumseh em 1877; Foi renomeado em 1937, porque o campo de London foi inundado e reconstruído duas vezes (1883 e 1937), incluindo uma reorientação das bases (após a inundação de 1883). O velódromo da cidade da floresta, situado na casa anterior do gelo de London, é a única trilha indoor do ciclismo em Ontário eo terceiro a ser construído em America do Norte, aberto em 2005.

### Franquias atuais
| Clube                   | Liga                             | Esporte           | Casa                           | Estabelecido | Campeonatos |
| ----------------------- | -------------------------------- | ----------------- | ------------------------------ | ------------ | ----------- |
| London Knights          | OHL                              | Ice hockey        | Budweiser Gardens              | 1965         | 4           |
| London Nationals        | GOJHL                            | Ice hockey        | Western Fair                   | c. 1950      | 7           |
| London Lightning        | NBL Canada                       | Basketball        | Budweiser Gardens              | 2011         | 2           |
| London Majors           | IBL                              | Baseball          | Labatt Memorial Park           | 1925         | 9           |
| London St. George's RFC | ORU (Marshall Premiership)       | Rugby Union       | London St. George's Club       | 1959         | 0           |
| London City             | CSL                              | Soccer            | Cove Road Stadium              | 1973         | 0           |
| Forest City London      | USL Premier Development League   | Soccer            | TD Waterhouse Stadium          | 2009         | 1           |
| London Beefeaters       | CJFL                             | Canadian Football | TD Waterhouse Stadium          | 1975         | 1           |
| London Blue Devils      | Ontario Junior B Lacrosse League | Lacrosse          | Earl Nichols Recreation Centre | 2003         | 0           |

## Lei e governo
O governo municipal de London é dividido entre catorze conselheiros (um que representa cada uma das catorze divisões de London) e o prefeito. Matt Brown foi eleito prefeito nas eleições municipais de 2014, assumindo oficialmente o cargo em 1 de dezembro de 2014. Antes da eleição de Brown, o mais recente prefeito eleito de London era Joe Fontana; Após a demissão de Fontana em 19 de junho de 2014, o conselheiro municipal Joe Swan serviu como prefeito interino até que o conselheiro Joni Baechler foi selecionado como prefeito provisório em 24 de junho. Até as eleições de 2010, havia uma Junta de Controle, composta de quatro controladores e o prefeito, todos eleitos em toda a cidade.
A composição da Câmara Municipal de London foi contestada por duas perguntas da votação durante a eleição cívica de 2003. Uma proposta para reestruturar o governo municipal teria reduzido o conselho para dez alas e eliminado a Junta de Controle. O conselho não pôde vir a uma determinação e em consequência decidiu-se colocar duas perguntas na cédula para a eleição da queda 2003: se o conselho da cidade deve ser reduzido no tamanho e se a tábua de controle deve ser eliminada. Enquanto os votos "sim" prevaleceram em ambos os casos, a participação dos eleitores não excedeu 50 por cento e foi, portanto, insuficiente para tornar as decisões vinculativas ao abrigo da Lei Municipal. Quando o conselho votou para manter o status quo, Imagine London, um grupo de cidadãos, pediu à Junta Municipal de Ontário (OMB) para mudar a composição da ala da cidade de sete salas em um padrão aproximadamente radial do núcleo do centro, a 14 salas definidas Por comunidades de interesse.
Em dezembro de 2005, a Ordem apresentou-se para os peticionários e, enquanto a cidade pedia permissão para apelar da decisão da OMB via tribunais, a licença foi negada em 28 de fevereiro de 2006, por decisão do Superior McDermid. Em resposta, a cidade concedeu mudanças, mas pediu legislação especial da província para garantir que haverá apenas um conselheiro em cada uma das 14 novas alas, e não duas. 1 ° de junho de 2006, o projeto de lei de Ontário recebeu o assentimento real, que garante que London terá um conselheiro por ala.
Embora London tenha muitos laços com o condado de Middlesex, agora está "separado" e os dois não têm sobreposição jurisdicional. A exceção é a corte do condado de Middlesex e a prisão anterior, o poder judiciário é administrado diretamente pela província.
No governo provincial, London é representada pela Liberal Deb Matthews (Centro Norte de London); O conservador progressista Jeff Yurek (Elgin-Middlesex-London) e os NDPs: Teresa Armstrong (London-Fanshawe) e Peggy Sattler (London West). No governo federal, London é representada pelo Conservador Karen Vecchio (Elgin-Middlesex-London), pelos liberais Peter Fragiskatos (Centro do Norte de London) e Kate Young (London Oeste) e NDP Irene Mathyssen (London-Fanshawe).
A consolidação urbana é uma estratégia chave para London, ajudando a frear a expansão greenfield de baixa densidade e revitalizar o centro da cidade, semelhante ao Plano de London na Grande London, Inglaterra.
Em 2001, a cidade de London publicou pela primeira vez as suas Facilidades Acessibilidade Design Standards (FADS), que foi um dos primeiros norte-americanos requisitos de acessibilidade municipal para incluir Design Universal. Desde então, foi adaptada por mais de 50 municípios no Canadá e nos Estados Unidos.

### Assassinato em série
Entre 1959 e 1984, London continha a maior concentração de assassinos em série no mundo, como a cidade foi assustada por 29 assassinatos. Durante esse período, até seis assassinos em série podem ter estado operando em London, embora três fossem condenados por 13 dos assassinatos: Gerald Thomas Archer (o "assassino de empregada de câmara de London"), Christian Magee (o "Slasher louco") e Russell Johnson (o "assassino do balcão"), com os outros 16 assassinatos ainda não resolvidos até agosto de 2015.

### Iniciativas cívicas
As iniciativas da cidade de London em Old East London estão ajudando a criar um renovado senso de vigor no East London Business District. Iniciativas específicas incluem a criação do Distrito de Conservação do Patrimônio Antigo do Leste sob a Parte V da Lei do Patrimônio de Ontário, políticas especiais do Código de Construção e Programas de Restauração de Fachadas.
London é lar de propriedades da herança que representam uma variedade de estilos arquitetônicos, incluindo a rainha Anne, o art deco, o moderno, e o Brutalist.
Os londrinos tornaram-se protetores das árvores da cidade, protestando contra a remoção "desnecessária" de árvores. A Câmara Municipal e a indústria turística criaram projetos para replantar árvores em toda a cidade. Além disso, começaram a erguer árvores metálicas de várias cores no centro da cidade, causando alguma controvérsia.

## Transporte

### Transporte rodoviário

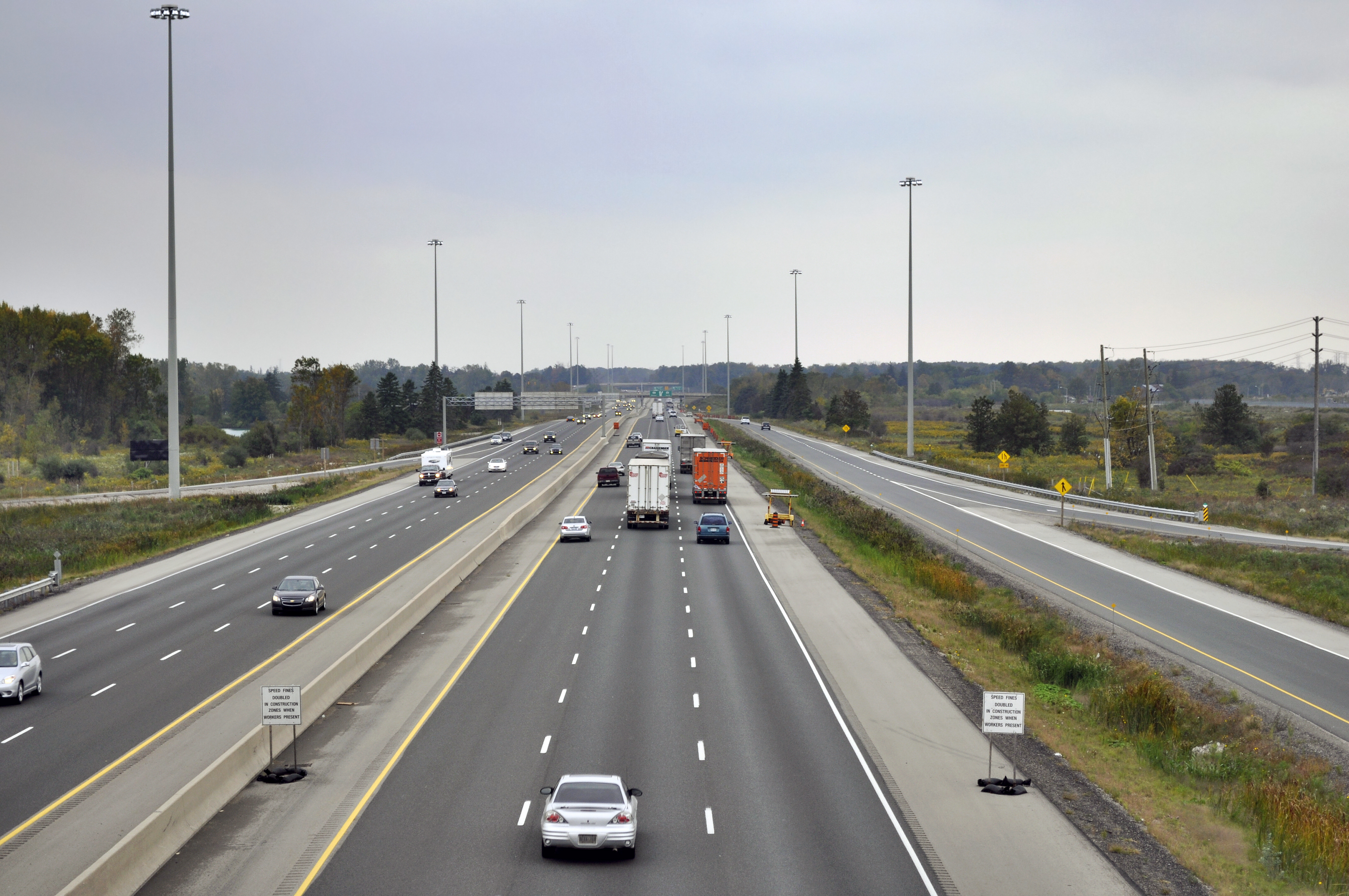
Estrada 401 em London que segue para a estrada 402 da estrada de Wellington

London está na junção da estrada 401 que conecta a cidade a Toronto e Detroit, e a estrada 402 a Sarnia. Além disso, a rodovia 403, que diverge do 401 na vizinha Woodstock, Ontário, oferece acesso fácil a Brantford, Hamilton, Golden Horseshoearea e Península do Niágara. Muitas estradas pequenas de duas faixas também passam por London ou perto dela, incluindo Kings Highway 2, 3, 4, 7 e 22. Muitos desses nomes são "históricos", já que o download provincial nas décadas de 1980 e 1990 colocou a responsabilidade pela maioria das rodovias provinciais Governos municipais. No entanto, essas estradas continuam a fornecer acesso de London a comunidades e locais próximos em grande parte do Ontário Ocidental, incluindo Goderich, Port Stanley e Owen Sound.
Desde os anos 70, London melhorou alinhamentos de estradas urbanas que eliminaram "corridas" em padrões de tráfego estabelecidos sobre desalinhamentos de rua do século XIX. A ausência de uma auto-estrada municipal (ou através da cidade), bem como a presença de duas ferrovias significativas (cada uma com pátios de comutação e poucas passagens) constituem as principais causas do congestionamento das horas de ponta, neve pesada. Assim, os tempos de trânsito podem ser significativamente variáveis, embora os principais engarrafamentos sejam raros. A estrada de Wellington entre a estrada E dos comissários ea estrada E de Southdale é a seção a mais ocupada de London da estrada, com mais de 46.000 veículos que usam a extensão em um dia médio. O conselho de cidade rejeitou planos adiantados para a construção de uma autoestrada, Parkway para servir a extremidade do leste. Alguns londrinos expressaram preocupação de que a ausência de uma auto-estrada local pode dificultar o crescimento econômico e populacional de London, enquanto outros expressaram preocupação de que uma dessas rodovias destrua áreas ambientalmente sensíveis e contribuam ainda mais para a expansão suburbana de London. As melhorias da capacidade da estrada foram feitas à avenida memorável dos veteranos (anteriormente nomeada a estrada do aeroporto ea estrada 100) na extremidade leste industrializada. Entretanto, o Parkway recebeu a desaprovação para não ser construído como uma estrada apropriada; Um estudo recente realizado pela cidade sugeriu a sua modernização, substituindo as intersecções por troços.

### Transporte público

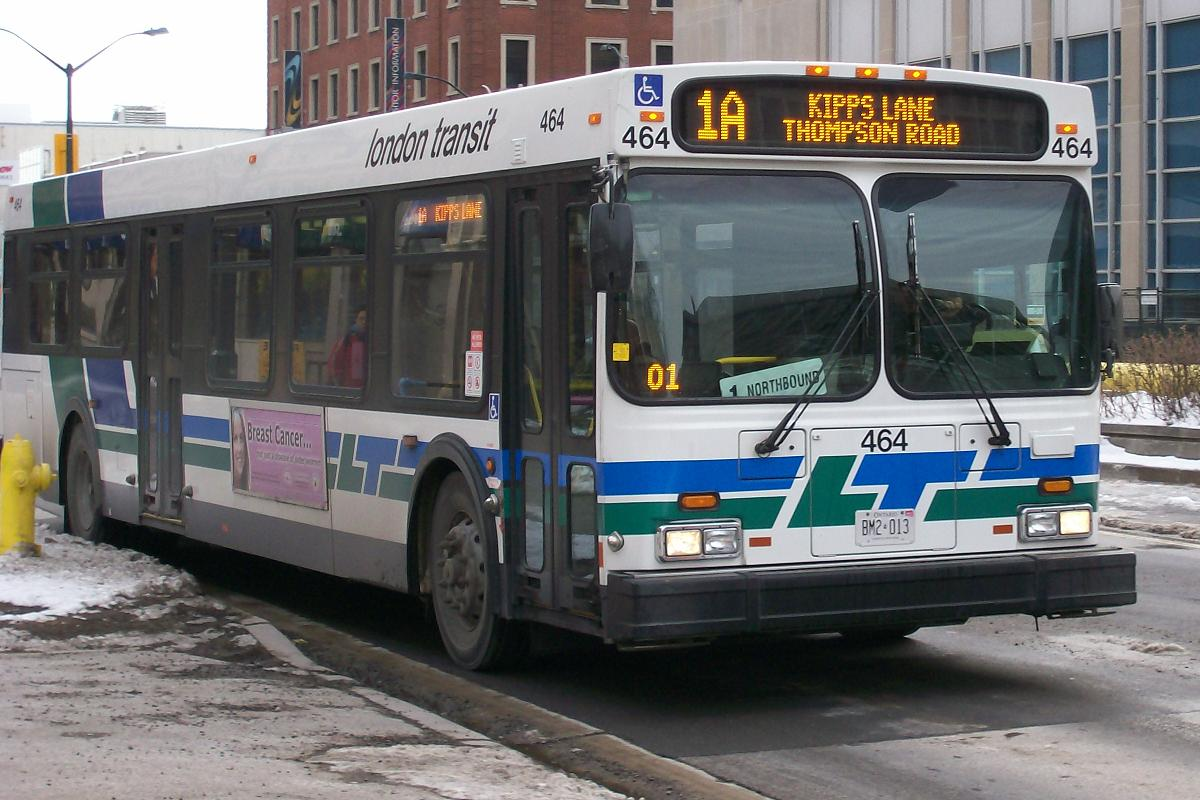
Ônibus da Comissão de Trânsito de London

O sistema de trânsito público de London é administrado pela London Transit Commission, que tem 44 rotas de ônibus em toda a cidade.Embora a cidade tenha perdido o piloto sobre os últimos anos, a comissão está fazendo esforços concertados para realçar serviços executando um plano de melhoria de cinco anos. Em 2015, um adicional de 17.000 horas de serviço de ônibus foi adicionado em toda a cidade. Em 2016, 11 novos operadores, 5 novos autocarros e outras 17 0000 horas de serviço de autocarros foram adicionados à rede. O serviço de barra-ônibus é atualmente o único modal do transporte público disponível ao público em London, com nenhumas redes rápidas disponíveis do trânsito como aquelas usadas em outras cidades canadenses. No entanto, o conselho municipal aprovou um caso de negócio de trânsito rápido de ônibus (BRT) em maio de 2016 que verá um sistema de trânsito rápido em corredores em forma de L e 7 em toda a cidade. A construção deverá começar em 2018, com o serviço totalmente operacional até 2025. London tem vários táxi e serviços de limusina.

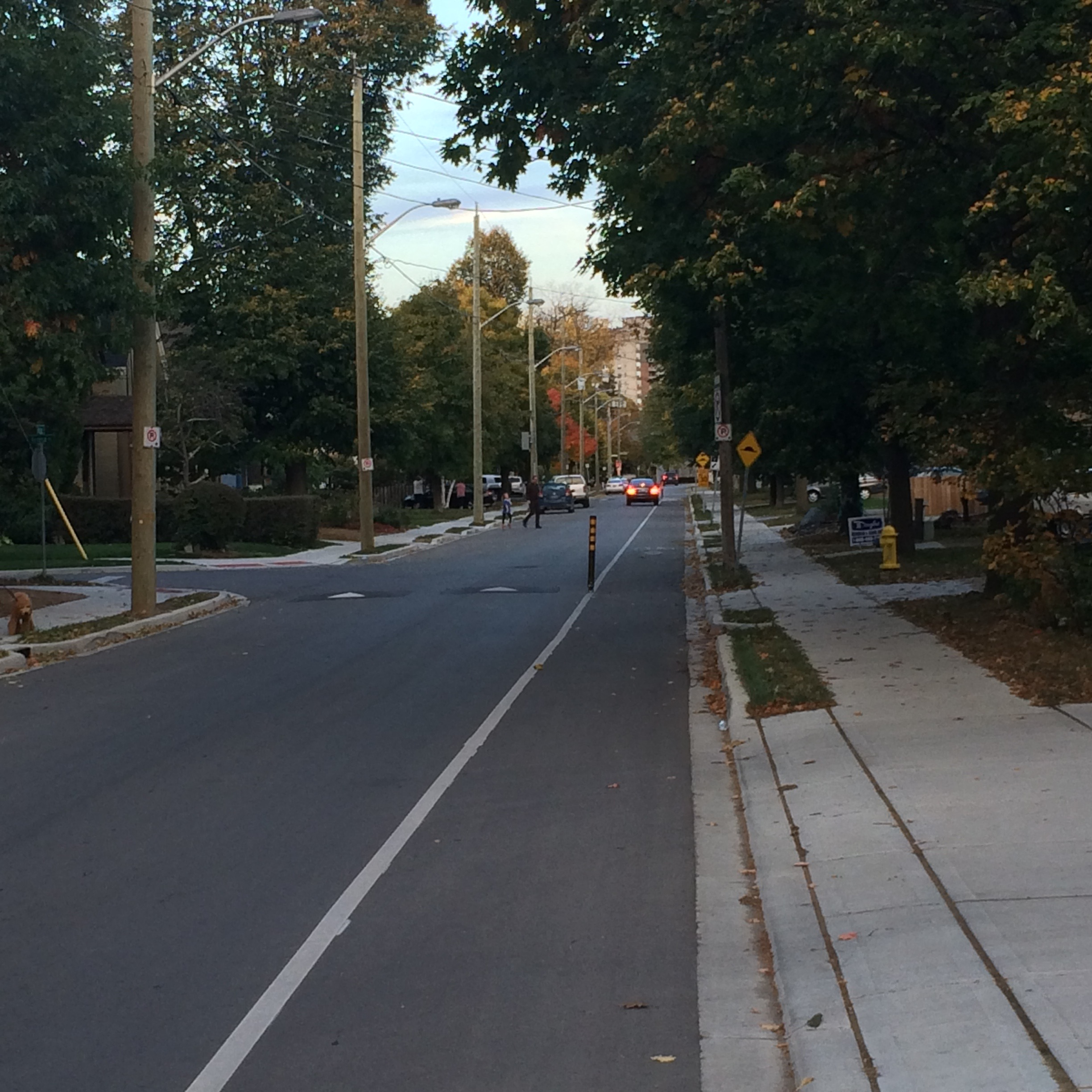
Uma pista de bicicleta separada em Wortley Village

### Ciclovias
London tem 330 km (205 mi) de ciclovias por toda a cidade, 91 km (59 mi) dos quais foram adicionados desde 2005. Em junho de 2016, London revelou seus primeiros currais de bicicletas, que substituem o estacionamento de um veículo com quatorze estacionamentos de bicicletas e estações de fixação que fornecem aos ciclistas ferramentas simples e uma bomba de bicicleta em toda a cidade. Em setembro de 2016, a prefeitura aprovou um novo plano diretor de ciclagem de 15 anos que verá a construção de mais 470 km (292 mi) de trilhos para ciclistas adicionados à rede existente.

### Transporte intermunicipal
A estação Via Rail, no centro de London, é o quarto terminal ferroviário mais movimentado do Canadá.
London está na linha principal Railway canadense nacional entre Toronto e Chicago (com uma linha principal secundária a Windsor) ea linha principal Railway canadense do Pacífico entre Toronto e Detroit. Via Rail opera o serviço regional do passageiro através da estação de London como parte do corredor Quebec-Windsor da cidade, com conexões aos Estados Unidos. O terminal de London da Via Rail é o quarto terminal de passageiros mais movimentado do Canadá.
London também é um destino para os viajantes de ônibus inter-city. London é o sétimo terminal mais ocupado da Greyhound Canadá em termos de passageiros, e os serviços de conexão irradiam de London através do sudoeste de Ontário e passam pelas cidades americanas de Detroit, Michigan e Chicago, Illinois.
Aboutown Transportation é uma empresa de transporte diversificada baseada na cidade que opera o North Link, serviço de ônibus interurbanos de Owen Sound e seis rotas de ônibus de trânsito entre Kings e Brescia Colleges eo campus principal na Universidade de Western Ontario.
O aeroporto internacional de London (YXU) é o 12º aeroporto o mais movimentado do Canadá e o 11º aeroporto no Canadá por decolagens e aterragens. Ele é servido por companhias aéreas, incluindo Air Canada Jazz, United Airlines e WestJet, e oferece vôos diretos para destinos domésticos e internacionais, incluindo Toronto, Chicago, Las Vegas, Orlando, Ottawa, Winnipeg, Calgary e Cancún.

### Planos

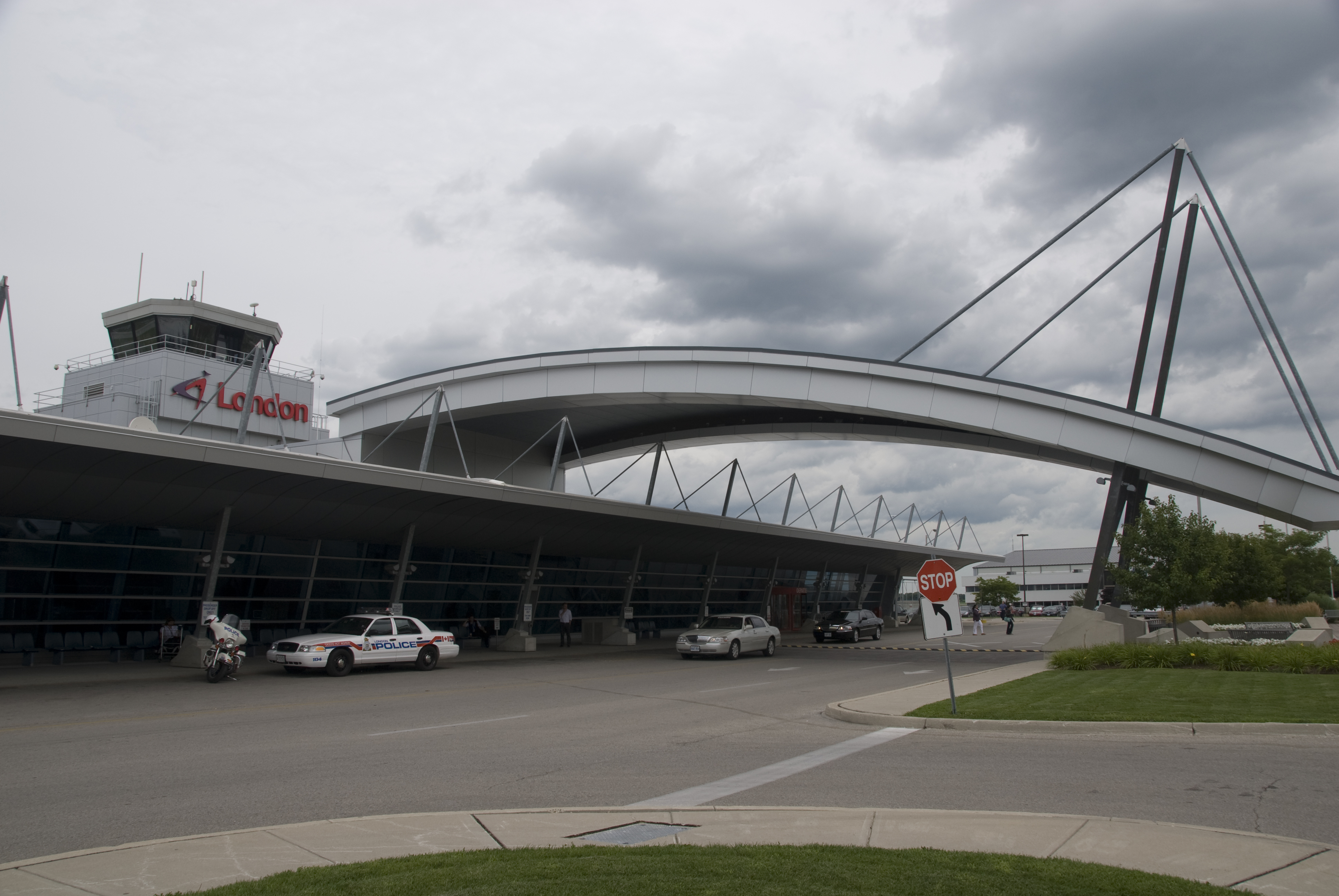
Aeroporto Internacional de London

A cidade de London está considerando trânsito rápido de ônibus (BRT) e / ou vias de alta ocupação veículo (HOV) para ajudá-lo a alcançar seu plano de transporte de longo prazo. Ciclovias adicionais são planejadas para integração em projetos de alargamento de estrada, onde há necessidade e espaço suficiente ao longo de rotas. Uma auto-estrada / rede de auto-estradas é possível ao longo das extremidades leste e oeste da cidade, a partir da Rodovia 401 (e Rodovia 402 para a rota ocidental) passado Oxford Street, potencialmente com outra rodovia, juntando os dois no extremo norte da cidade.
A cidade de London avaliou todo o comprimento do Veterans Memorial Parkway, identificando áreas onde podem ser construídos intercâmbios, separações de graus podem ocorrer e onde cul-de-sacs podem ser colocados. Após a conclusão, o Veterans Memorial Parkway já não seria uma via expressa, mas uma auto-estrada, para a maior parte do seu comprimento.
Uma estação ferroviária de alta velocidade foi proposta para London, conectando-a a uma futura linha ferroviária de alta velocidade ao longo do corredor Québec-Windsor. Funcionaria ao longo da estrada de ferro canadense nacional caminho de caminho através da cidade.

## Educação

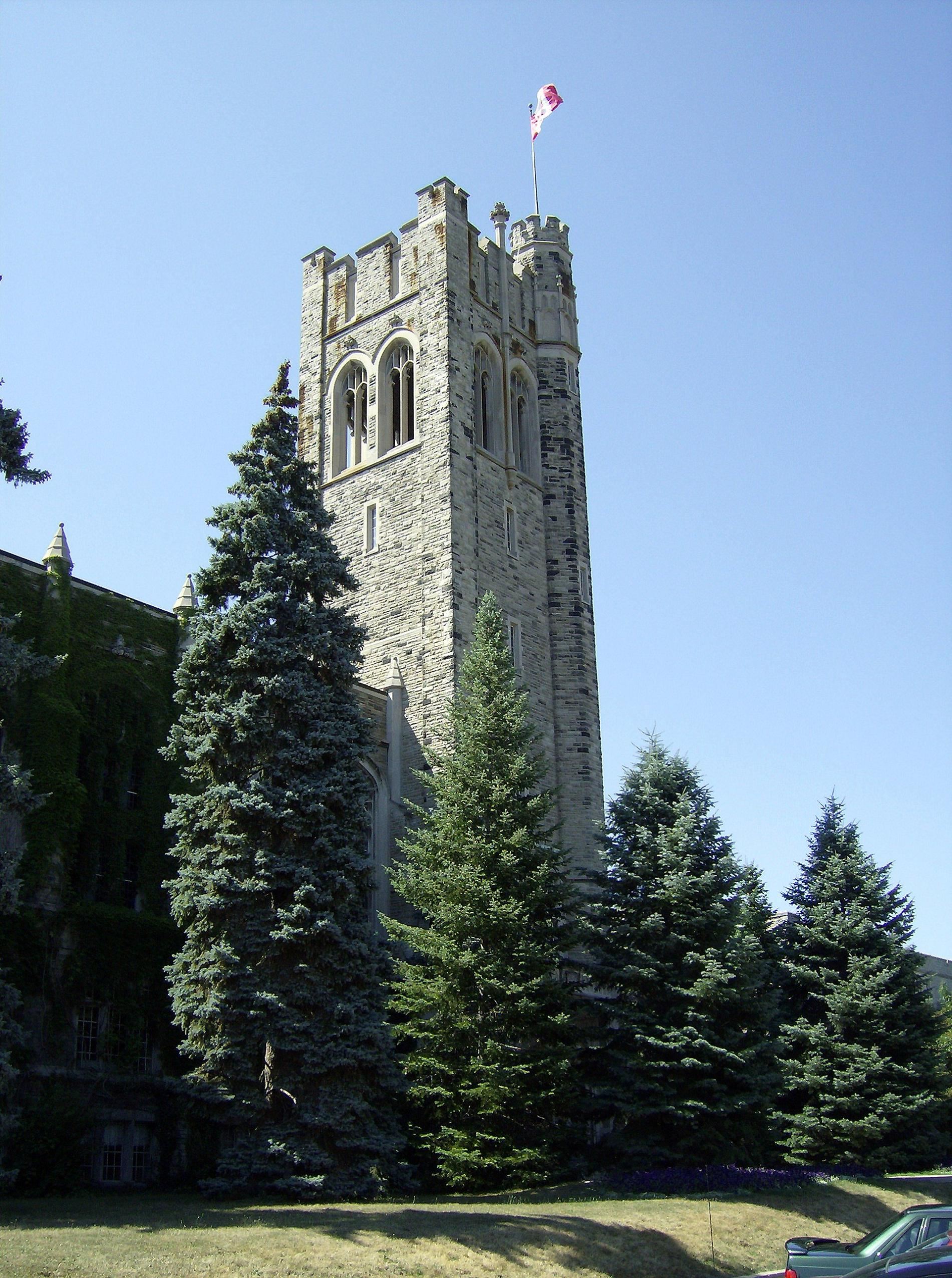
Middlesex Memorial Tower, Faculdade Universitária, Universidade de Western Ontario

As escolas primárias e secundárias públicas de London são regidas por quatro conselhos escolares - o Conselho Escolar do Distrito de Tamisa, o Conselho Distrital de Escolas Distritais de London e os conselhos escolares franceses de primeira língua (o Conselho escolar Viamonde e o Conselho escolar católico Providence ou CSC). ] O CSC tem um escritório satélite em London.
Há também mais de vinte escolas privadas na cidade.
London é home à escola secundária central de London, a escola académica a mais elevada da classificação em Ontário.
A cidade é home a duas instituições borne-secundárias: a universidade de Ontário ocidental (UWO) ea faculdade de Fanshawe, uma faculdade das artes aplicadas e da tecnologia. A UWO, fundada em 1878, tem cerca de 3500 professores e funcionários em tempo integral e quase 30 mil estudantes de graduação e pós-graduação. Ele ficou em décimo lugar nas classificações de revistas de universidades canadenses da revista Maclean em 2008. A Escola de Negócios Richard Ivey, parte da UWO, foi formada em 1922 e classificada entre as melhores escolas de negócios do país pelo Financial Times em 2009. A UWO tem três colégios afiliados: o Colégio Universitário de Brescia, fundado em 1919 (o único colégio feminino de nível universitário do Canadá); O Huron University College, fundado em 1863 (também o colégio fundador da UWO) eo King's University College Em 1954. Todos os três são faculdades de artes liberais com filiações religiosas: Huron com a Igreja Anglicana do Canadá, King's e Brescia com a Igreja Católica Romana. London é também home à escola de Lester B. Pearson para as artes um de poucos de seu tipo.
Fanshawe College tem uma matrícula de cerca de 15.000 alunos, incluindo 3.500 aprendizes e mais de 500 estudantes internacionais de mais de 30 países. [150] Ele também tem quase 40.000 alunos em cursos de educação continuada de tempo parcial. Os Principais Indicadores de Desempenho da Fanshawe (KPI) estão acima da média provincial há muitos anos, com percentuais crescentes ano a ano.
O Instituto Ontário de Tecnologia de Gravação de Áudio (OIART) também está em London. Fundada em 1983, oferece experiência de estúdio de gravação para estudantes de engenharia de áudio.
Westervelt College também está localizado em London. Esta faculdade de carreira privada foi fundada em 1885 e oferece vários programas de diploma.

## Cidades irmãs
London atualmente tem uma cidade irmã
- Nanjing, China